# Giordano Bruno

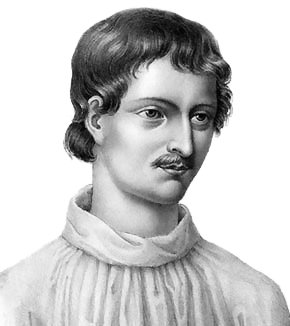
Modernes Porträt von Giordano Bruno nach einem Holzschnitt aus dem „Livre du recteur“, 1578

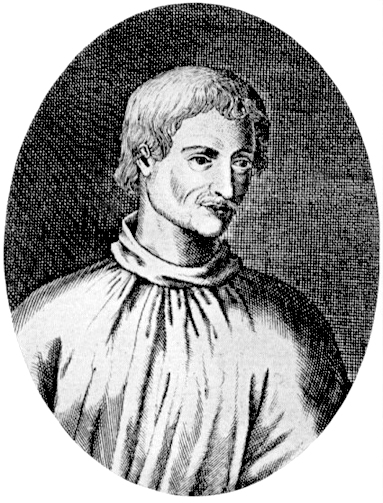
Der junge Giordano Bruno. Illustration in: Neue Bibliothec, oder Nachricht und Urtheile von Neuen Büchern. Frankfurt und Leipzig 1715, S. 622, fig. 38

Giordano Bruno (* Januar 1548 in Nola als Filippo Bruno; † 17. Februar 1600 in Rom) war ein italienischer Mönch, Priester, Dichter und Philosoph, der vor allem durch seine kühne Kosmologie hervortrat. Von der Inquisition der Ketzerei und Magie für schuldig befunden, wurde er 1600 zum Tod auf dem Scheiterhaufen verurteilt.
Am 12. März 2000 erklärte Papst Johannes Paul II. nach Beratung mit dem Päpstlichen Rat für die Kultur und einer theologischen Kommission, dass die Hinrichtung nun auch aus kirchlicher Sicht als Unrecht zu betrachten sei.
Bruno ist bekannt für seine kosmologischen Vorstellungen, die das damals neue kopernikanische Modell gedanklich erweiterten: Er verwarf das noch bei Kopernikus vorhandene Bild der konzentrischen Sphären, auf denen alle Himmelskörper angeordnet sind, wobei die äußerste Sphäre alle Fixsterne trägt und die Welt vom Reich Gottes und der Seligen abgrenzt. Bruno lehrte dagegen, dass die Fixsterne unterschiedlich weit entfernte Sonnen sind, die von eigenen Planeten umkreist werden, und dass auf diesen Planeten eigenes Leben möglich sei, auch menschliches. Bruno war von der räumlichen und zeitlichen Unendlichkeit der Welt überzeugt, die deshalb auch kein Zentrum haben könne.
Im Inquisitionsprozess verteidigte Bruno seine Kosmologie standhaft. Das Todesurteil wurde jedoch sowohl mit seinen kosmologischen Auffassungen als auch mit seinen pantheistischen Thesen begründet, die mit der Trinitätslehre, dem christlichen Gottesbegriff und der Menschwerdung Christi unvereinbar seien.

## Leben

### Jugend
Giordano Bruno wurde im Jahre 1548 unter dem Namen Filippo Bruno in Nola bei Neapel geboren. Von seinem Heimatort ist seine spätere Selbstbezeichnung „Nolano“ (der Nolaner) abgeleitet. Sein Vater war Giovanni Bruno, ein Soldat, seine Mutter Fraulissa (Flaulisa?) Savolino.
Bruno studierte zunächst ab 1562 in Neapel (privat und in öffentlichen Vorlesungen) und trat am 15. Juni 1565 in den Orden der Dominikaner ein, und zwar in das Kloster San Domenico Maggiore, wo er den Taufnamen Filippo ablegte und den Ordensnamen Jordanus/Giordano (nach dem zweiten Ordensmeister Jordan von Sachsen) annahm. Bald darauf (1566/67) geriet er in Konflikt mit der Ordensleitung, da er sich der Marienverehrung verweigerte und Heiligenbilder verschenkt hatte. Doch wurde dies als jugendliche Verirrung aufgefasst und blieb zunächst folgenlos.:36 1572 empfing er die Priesterweihe. Er studierte als Mönch ab 1566 Philosophie und absolvierte 1570 bis 1575 ein Studium der Theologie, das er mit einer Verteidigung der Summa contra gentiles von Thomas von Aquin und der Sentenzen von Petrus Lombardus abschloss.

### Verbannter

#### Flucht aus Italien
1576 wurde gegen Bruno ein ordensinternes Verfahren eröffnet, weil er Zweifel an der Menschwerdung Gottes geäußert, den Arianismus verteidigt und die Schriften des Kirchenvaters Hieronymus in einer Ausgabe mit den geschwärzten Anmerkungen des Erasmus von Rotterdam gelesen (und später in die Latrine geworfen) hatte. Bruno fühlte sich in Neapel nicht mehr sicher und ging nach Rom, weil er annahm, dass sein Prozess inzwischen dort stattfand und er ihn da besser verfolgen konnte. Er fand Aufnahme im Kloster Santa Maria sopra Minerva unter dem Abt Sisto Fabri di Lucca. Als ihm eine Gewalttat gegen einen Ordensbruder vorgeworfen wurde, trat Bruno aus dem Orden aus und floh vor Inquisition und Pest aus Rom. Nach einem längeren Aufenthalt in seiner Heimatstadt Nola, wo er Latein und Astrologie unterrichtete, bereiste er Norditalien: Turin, Venedig (wo er die verlorene Abhandlung De segni de tempi veröffentlichte), Padua, Brescia, Bergamo, Mailand. Meist wohnte er bei Dominikanern, aber die Vorwürfe gegen ihn verbreiteten sich und er wurde immer feindseliger behandelt. In Chambéry, wo er den Winter 1578/79 verbrachte, entschied er sich für das Exil, in der Hoffnung auf mehr Toleranz. Dies war der Beginn einer mehr als zehnjährigen Wanderschaft durch Europa.
Die wiederentdeckten Ideen der antiken Naturphilosophie übten große Anziehung auf ihn aus. Zu dieser Zeit verbreitete sich unter den Astronomen das von Nikolaus Kopernikus zur Vereinfachung der Berechnungen verwendete heliozentrische Weltbild. Davon inspiriert, entwickelte Bruno in den folgenden Jahren seine Kosmologie.

#### Genf, Frankreich, England
Bruno wollte sich in Lyon, einem intellektuellen und publizistischen Zentrum, niederlassen, verwarf diesen Plan jedoch wegen der Religionskriege in Frankreich und ging im Frühjahr 1579 nach Genf. Bruno arbeitete als Korrektor bei einem Drucker und schrieb sich im Mai 1579 an der Genfer Akademie als „Professor der heiligen Theologie“ ein.:328
Durch Calvin war die Stadt zu einem protestantischen Zentrum geworden. Bruno trat der calvinistischen Kirche bei und hoffte, so Schutz vor der römischen Inquisition zu finden.
Infolge unüberbrückbarer theologischer Differenzen wurde Bruno im August 1579 für kurze Zeit inhaftiert und mit Maßnahmen der calvinistischen Kirchenzucht belegt.
Denn einige Positionen des Calvinismus fanden seine Kritik, so verfasste und verbreitete er eine Streitschrift gegen den Philosophieprofessor Antoine de La Faye (1540–1615), einen führenden Calvinisten, letztlich die Ursache seiner kurzzeitigen Inhaftierung. Um freizukommen, widerrief er. Bruno verließ schließlich Genf und zog 1579 nach Toulouse, wo er zunächst Privatvorlesungen in Astronomie abhielt. Er erwarb seinen Magister artium und wurde Ordentlicher Lektor für Philosophie an der Universität von Toulouse. Unter anderem hielt er Vorlesungen über Aristoteles (De Anima) ab. Zu dieser Zeit begann sein phänomenales Gedächtnis Furore zu machen – Bruno arbeitete offenbar mit einer speziellen Mnemotechnik. Zeitgenossen erklärten sich seine Fähigkeiten freilich mit magischen Fähigkeiten.
Als 1581 die Konflikte zwischen Hugenotten und Katholiken (Hugenottenkriege bzw. Siebter Hugenottenkrieg) wieder heftiger wurden, verließ Bruno Toulouse und ging nach Paris. Dort blieb er bis 1583 und wurde von König Heinrich III. gefördert. Er hielt private Vorlesungen über die Attribute Gottes.

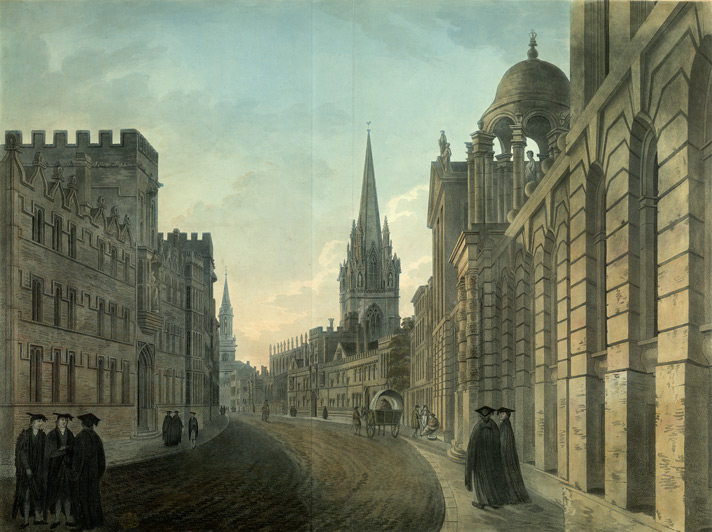
Kolorierte Aquatinta der High Street, Oxford, mit dem University College im linken Vordergrund, der Kuppel des Queen’s College im rechten Vordergrund und weiter unten in der geschwungenen Straße die Turmspitze der St. Mary’s Church

Mit einem Empfehlungsschreiben Heinrichs III. an den französischen Botschafter Michel de Castelnau (um 1520–1592) ging er 1583 nach England, versuchte zunächst in Oxford zu lehren, verursachte mit seinen Angriffen auf Aristoteles und wegen eines Plagiatsvorwurfs jedoch einen Skandal und erhielt keinen Lehrstuhl. Bis Mitte 1585 lebte er dann im Haus seines Freundes und Förderers Michel de Castelnau in London. Er machte Bekanntschaft mit Philip Sidney und mit Mitgliedern von John Dees hermetischem Zirkel. Ob Bruno John Dee persönlich begegnete, bleibt ungewiss. Seine Ansichten setzten in Oxford eine intensive Kontroverse in Gang, an der John Underhill, der Rektor des Lincoln College und spätere Bischof von Oxford, sowie George Abbot, der spätere Erzbischof von Canterbury, beteiligt waren.
Dort veröffentlichte er seine „italienischen Dialoge“, darunter Cena de le Ceneri (Das Aschermittwochsmahl, 1584), in denen er schonungslose Polemik gegen den Oxforder Gelehrtenstand übte und das Londoner Geistesleben heftig karikierte, sowie De l’Infinito, Universo e Mondi (Über die Unendlichkeit, das Universum und die Welten). In letzterem Werk erklärte er die Sterne damit, dass sie wie unsere Sonne seien, dass das Universum unendlich sei, es eine unendliche Anzahl von Welten gebe und diese mit einer unendlichen Anzahl intelligenter Lebewesen bevölkert seien.
Bruno konnte in England nicht die erhoffte Förderung durch Philip Sidney oder die Königin erhalten und ging 1585 im Gefolge des Botschafters Castelnau wieder nach Paris, die Stimmung dort war aber nicht so aufgeschlossen wie noch zwei Jahre zuvor. Nach Tumulten, die durch seine 120 Thesen gegen die aristotelische Naturlehre und ihre Vertreter entfacht wurden, über die er am Collège de Cambrai eine öffentliche Disputation organisiert hatte, und nach einer Schmähschrift gegen den Mathematiker Fabrizio Mordente musste er im Juni 1586:190 Paris verlassen.

#### Deutschland, Prag, Genf, Zürich

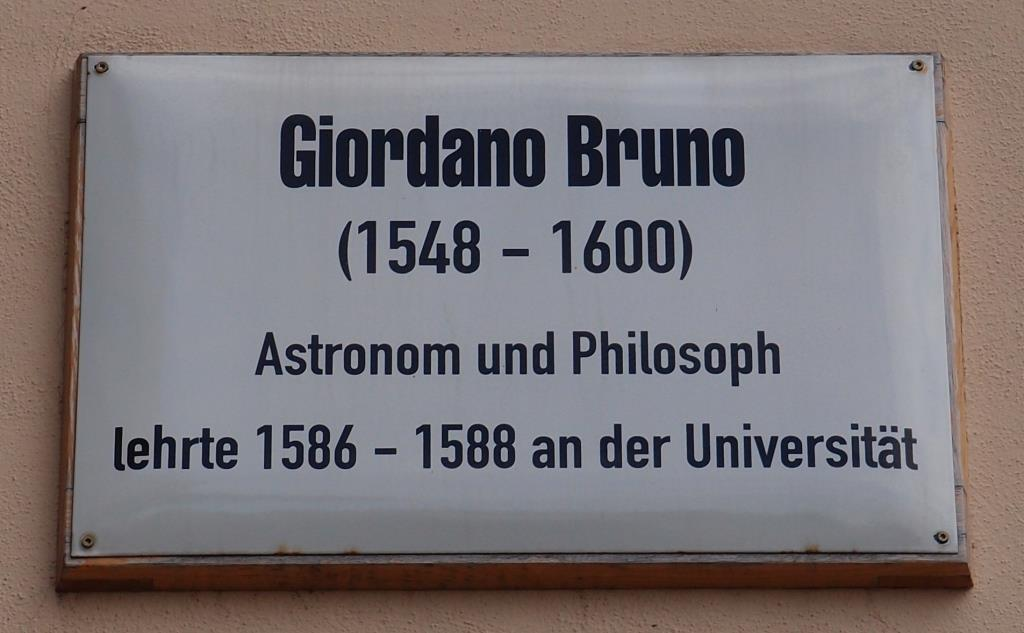
Tafel für Giordano Bruno in Wittenberg, Leucorea

Bruno reiste nach Deutschland. Nach kurzen Aufenthalten in Mainz und Würzburg immatrikulierte er sich am 25. Juli an der Universität Marburg, wo ihm Rektor Petrus Nigidius aber die Erlaubnis verweigerte, öffentliche Vorlesungen über Philosophie zu halten.:192 Im Sommer 1586 kam Bruno nach Wittenberg. Auf Fürsprache des Juristen Alberico Gentili wurde er als außerordentlicher Professor an der Artistenfakultät der Universität Wittenberg aufgenommen und erhielt das Recht auf freie Vorträge über Philosophie. Bruno hielt nachweislich Vorlesungen über das Organon des Aristoteles und über Rhetorik.
In Wittenberg erschienen 1587 zwei Bücher über Logik und Gedächtniskunst, die Bruno dem Kanzler der Universität Georg Mylius widmete. Beide Werke beziehen sich auf den mallorquinischen Philosophen Ramon Llull und behandeln Fragen und Techniken der Logik.
Am 8. März verließ Bruno die Stadt und ging für ein halbes Jahr nach Prag an den Hof Kaiser Rudolfs II. Vor der Inquisition gab Bruno später an, das Erstarken der Calvinisten an der Universität habe ihn aus Wittenberg vertrieben; Volker Reinhardt bezweifelt dies und sieht den Grund für den Weggang in Brunos prekärer finanzieller Lage: Er hatte keine feste Anstellung und keine sicheren Einnahmen, aber erhebliche Ausgaben für den Druck seiner Bücher. In Prag bemühte sich Bruno intensiv um die Gunst des Kaisers. Er ließ das Buch Articuli centum et sexaginta adversus huius tempestatis mathematicos atque philosophos (160 Artikel gegen die Mathematiker und Philosophen dieser Zeit) drucken, das von Brunos Kosmologie handelte und den Mathematikern vorwarf, sie hätten versäumt, die Analogie zwischen Makrokosmos und Mikrokosmos zu beweisen. In der Vorrede wandte er sich direkt an den Kaiser, aber statt der ersehnten Anstellung am Hof erhielt er am Ende 300 Taler als eine Art Abschiedsgeschenk. „Selbst am schillerndsten Hof Europas gab es keinen Platz für den Nolaner“:208–213
Bruno wandte sich nach Tübingen, wo er im November 1588 als „ein gewisser Italiener, der aus religiösen Gründen vertrieben wurde“ vom Senat der Universität abgelehnt wurde.
Am 13. Januar 1589 schrieb sich „Jordanus Brunus Nolanus Italus“ an der Academia Julia in Helmstedt ein, erhielt aber weder eine Anstellung noch einen Lehrauftrag. Der einzige nachweisbare öffentliche Auftritt ist die „Trostrede des Giordano Bruno“ auf den Tod des Herzogs Julius von Braunschweig-Wolfenbüttel, die er am 1. Juli 1589 hielt.
Mit dem Tod des Herzogs verlor Bruno einen Fürsprecher, so dass sich nun der Zorn der Theologieprofessoren gegen Bruno entladen konnte. Der Superintendent Heinrich Boethius exkommunizierte Bruno in einer öffentlichen Predigt. Daraufhin beschwerte sich Bruno am 6. Oktober beim Rektor der Universität, Daniel Hofmann, der selbst ein Vertreter der lutherischen Orthodoxie war und die Beschwerde ignorierte.:213–221
Bruno blieb noch bis April 1590 in Helmstedt und verfasste die Werke De Magia (Über Magie) und Theses de Magia (Thesen über die Magie). Darin unterscheidet er neun verschiedene Bedeutungen von Magie. Besondere Aufmerksamkeit widmete er der magia naturalis, die er als Naturbeherrschung durch Naturerkenntnis verstand und die damit zu den frühen Erscheinungsformen der Naturwissenschaft zu rechnen ist.:222–223
Wo immer Bruno sich um eine feste Professur bewarb, scheiterte er früher oder später. Sein Geschick, sich in den komplizierten Machtverhältnissen der Renaissance zu behaupten, war zwiespältig: Einerseits gelang es ihm immer wieder, mächtige Gönner für sich zu gewinnen. Andererseits schuf er sich auf dem theologisch-philosophischen Schlachtfeld durch rücksichtslose Polemik und beißenden Spott, durch seine kompromisslose Gegnerschaft zu Aristoteles und seine vielfache Missachtung der kirchlichen Lehre erbitterte Feinde.
Nach diesen Misserfolgen an Universitäten und Fürstenhöfen gab Bruno die Hoffnung auf, eine Anstellung zu finden, die ihm freies Denken und Schreiben erlaubte. Publikationen und Vorträge blieben die einzige Möglichkeit, sich über Wasser zu halten.

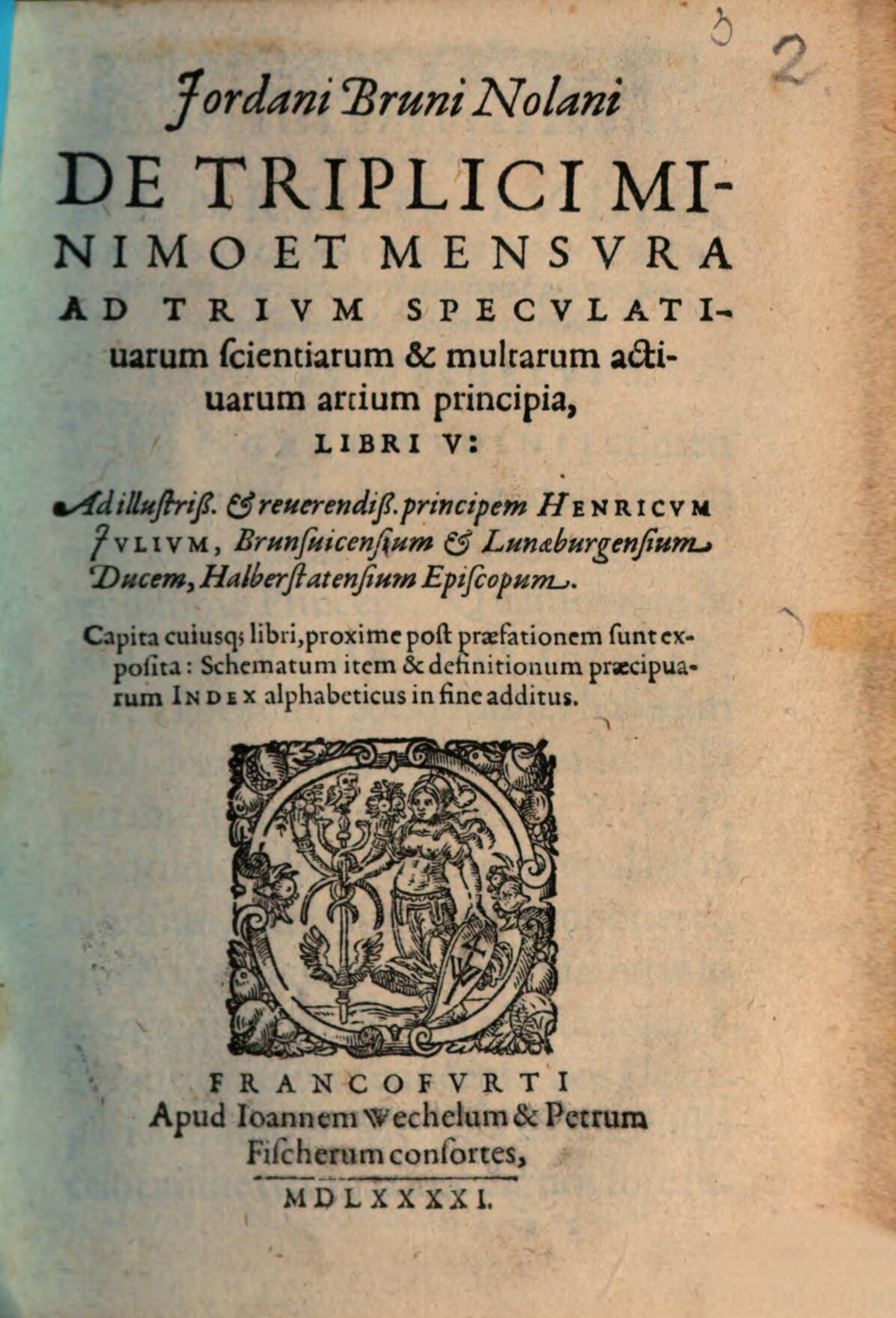
Frontispiz von Brunos De triplici minimo, 1591

Ende April 1590 verließ Bruno Helmstedt, um in Frankfurt am Main die Veröffentlichung seines kosmologischen Hauptwerks, der Frankfurter Trilogie, vorzubereiten. Er bittet den Frankfurter Senat, im Haus seines Verlegers Johann Wechel (1549–1593) wohnen zu dürfen. Der Senat entschied am 2. Juli 1590, „Jordanus Brunus Nolanus, Gelehrter der Naturphilosophie, mögen seinen Pfennig anderswo verzehren“. Ab Juli 1590 kam Bruno jedoch im Frankfurter Karmeliterkloster unter, das durch ein kaiserliches Privileg dem Zugriff der weltlichen Obrigkeit entzogen war.:229
Als Korrektor überwachte er die Drucklegung seiner Werke und hielt öffentliche Vorträge. Ursprünglich sollten alle drei Schriften in einem Band erscheinen, doch konnte zur Ostermesse 1591 nur De triplici minimo et la mensura ad trium speculativarum scientiarum et multarum activarum artium principia. (Über das dreifache Minimum und das Maß der Prinzipien der drei spekulativen Wissenschaften und vieler aktiver Künste) erscheinen, da Bruno Anfang 1591 auf Einladung von Züricher Alchemisten plötzlich abreiste. Er kehrte dann noch einmal nach Frankfurt zurück, so dass die beiden anderen kosmologischen Schriften De monade, numero et figura (Über die Monade, die Zahl und die Figur) und De innumerabilibus, immenso et infigurabili (Vom Unzählbaren, Unermesslichen und Unvorstellbaren) sowie die Abhandlung über die Gedächtniskunst De imaginum, signorum et idearum compositione (Über die Komposition von Bildern, Symbolen und Ideen) erst zur Herbstmesse 1591 fertiggestellt wurden.

#### Rückkehr nach Italien und Verhaftung
Die Professur für Mathematik an der Universität Padua war seit einigen Jahren vakant und Bruno rechnete sich gute Chancen auf diese Stelle aus, zumal die Universität, die dem venezianischen Senat unterstand, eine weitgehende Autonomie genoss. Im Frühjahr 1591 überbrachte der venezianische Buchhändler Giovanni Battista Ciotti, der die Frankfurter Buchmesse besuchte, Giordano Bruno zwei Briefe des venezianischen Patriziers Zuane Mocenigo. Er lud ihn in seinen Palast ein und versprach ihm eine gute Bezahlung, wenn er ihn in die Geheimnisse des Gedächtnisses und andere Mysterien einweihen würde.:694
Im August 1591 betrat Giordano Bruno das Gebiet der Republik Venedig, hielt sich kurze Zeit in Venedig auf und ging dann nach Padua, wo er Vorlesungen über Geometrie und Algebra hielt, um sich für den Lehrstuhl für Mathematik zu empfehlen, der jedoch 1592 an Galileo Galilei ging. Im März 1592 zog Bruno in den Palazzo Mocenigo Ca’ Vecchia ein und unterrichtete seinen Gastgeber Zuane Mocenigo.
Dass Giordano Bruno im Spätsommer 1591 nach Italien zurückkehrte, überraschte nicht nur seine Zeitgenossen. Doch es gab Gründe, warum ihm die Republik Venedig als ein relativ sicherer Zufluchtsort erscheinen konnte. In Venedig war der Klerus weitgehend in die staatliche Ämter- und Behördenorganisation integriert und staatlicher Kontrolle unterworfen. „Insgesamt tendierte die Politik der etwa dreihundert Patrizier, die bei der politischen Ausrichtung der Republik ein gewichtiges Wort mitzureden hatten, dazu, die Unabhängigkeit von Rom in Kirchen- und Religionsfragen zu einem unantastbaren Grundprinzip zu erheben und Forderungen, die ihr widersprachen, nicht nachzugeben. … der Nolaner [zog] daraus offenbar den Schluss, dass er durch diese Politik vor einem römischen Zugriff dauerhaft geschützt sei.“:242
Im Mai 1592 äußerte Bruno die Absicht, nach Frankfurt am Main zurückzukehren, um ein neues Werk über die Sieben freien Künste drucken zu lassen, es dann in Rom dem Papst zu überreichen, dabei seinen Fall darzulegen und Absolution zu erhalten. Denn vom Anfang 1592 gewählten Papst Clemens VIII. erwartete er eine Art Generalbereinigung, bei der nicht nur der zum Katholizismus übergetretene Heinrich von Navarra wieder in den Schoß der Kirche aufgenommen, sondern auch ihm selbst die Rückkehr in die katholische Kirche gewährt werden sollte. Es spricht sogar einiges dafür, dass Brunos Erwartungen so weit gingen, „… den neuen Papst von der Wahrheit der Philosophia Nolana zu überzeugen und damit seinen großen Plan, die Welt in einer vernünftigen Religion zu vereinen, ein entscheidendes Stück voranzubringen.“:245–247
Brunos Gastgeber drohte, er werde Mittel und Wege finden, die Abreise zu verhindern. Als Bruno dennoch am Abend des 22. Mai Reisevorbereitungen traf, drang Mocenigo mit einigen Gondilieri in Brunos Zimmer ein und sperrte ihn in eine Dachkammer. Am nächsten Tag denunzierte er ihn bei der Inquisition und beschuldigte ihn der Religionsverachtung, der Leugnung der Trinität und der Jungfräulichkeit Mariens, der blasphemischen Äußerungen über Christus, des Zweifelns an der Transsubstantiation, der Behauptung, die Welt sei ewig und es gebe unendlich viele Welten, des Glaubens an die Seelenwanderung und der Ausübung von Wahrsagerei und Magie. Als Zeugen nannte er den Buchhändler Ciotti und den angesehenen Historiker Andrea Morosini, in dessen Akademie Bruno mehrmals zu Gast gewesen war. Am Abend des 23. Mai wurde Giordano Bruno im Palazzo Mocenigo verhaftet. Am 25. und 29. Mai übersandte Mocenigo zwei weitere Anklageschreiben.:248–252, 266
Guido del Giudice, Experte für das Werk Giordano Brunos, sieht deutliche Indizien dafür, dass Bruno gezielt nach Venedig gelockt wurde, um ihn vor der Inquisition anzuklagen: Der Plan dazu stammte von dem Generalmeister des Dominikanerordens Ippolito Maria Beccaria da Monteregale und dem venezianischen Inquisitor Giovanni Gabriele da Saluzzo und war mit dem Heiligen Offizium in Rom abgesprochen. Zuane Mocenigo stand unter dem Einfluss des Inquisitors. Der Buchhändler Ciotti sorgte durch ein gemeinsames Geschäft mit dem Frankfurter Verleger Johann Wechel für die Verbreitung von Brunos Büchern in Venedig und war deshalb erpressbar.

#### Inquisitionsprozess in Venedig
Das venezianische Inquisitionstribunal bestand im Kern aus dem Inquisitor Gabriele da Saluzzo, dem Apostolischen Nuntius Ludovico Taverna und dem Patriarchen von Venedig, Lorenzo Priuli. Als Ausdruck der kirchenpolitischen Sonderstellung Venedigs nahmen an den Verhandlungen bis zu drei Laien teil, die jährlich vom Dogen ernannt wurden. Ihre Aufgabe war es, die politischen Ämter über den Prozessverlauf zu informieren und auf die Rechtmäßigkeit des Verfahrens, die Wahrung der Souveränitätsrechte der Republik Venedig und die Zurückweisung römischer Ansprüche und Forderungen zu achten; notfalls konnten sie den Prozess unterbrechen.:259–260
Im kirchlichen Inquisitionsprozess war der Inquisitor Ankläger, Ermittler und Richter in einer Person. Zum Beweis von Schuld oder Unschuld waren nur Zeugenaussagen zugelassen, Sachbeweise hatten keine Gültigkeit. Die Namen der Zeugen wurden geheim gehalten, die Anwendung der Folter war erlaubt.
Der Prozess gegen Bruno begann drei Tage nach seiner Verhaftung. In den Aussagen über seinen Lebensweg verschwieg er seine Verbindungen zum Protestantismus und andere für die Anklage schwer zu beweisende Tatsachen, betonte dagegen seine Anstellungen an den katholischen Universitäten von Toulouse und Paris sowie die Gunstbezeugungen durch König Heinrich III. von Frankreich und Kaiser Rudolf II.
Bruno legte größten Wert auf die Feststellung, dass er in seinen Büchern und Vorlesungen ausschließlich auf dem Gebiet der Philosophie argumentiert und deren Wahrheitsanspruch stets den höheren Wahrheiten der katholischen Kirche untergeordnet habe. Auch im theologischen Kreuzverhör verleugnete er seine Philosophie nicht, stellte sie aber so dar, dass die Richter ihn für einen enthusiastischen Phantasten mit harmlosen Visionen halten mussten. „Ich halte es der göttlichen Güte und Macht für unwürdig, dass sie trotz ihrer Fähigkeit, über diese Welt hinaus eine andere Welt und unzählige Welten zu schaffen, nur eine einzige hervorgebracht habe. Daher habe ich erklärt, dass es unzählige Einzelwelten gibt. … Und ich behaupte weiter, dass alle diese Himmelskörper Welten sind und dass ihre Zahl unendlich ist, dass sie also eine unendliche Unversalität in einem unendlichen Raum bilden …, woraus man einen Widerspruch zur Wahrheit gemäß dem Glauben ableiten kann.“:167
Alle Zeugen sagten zu Gunsten Brunos aus, dass sie die ketzerischen Reden nur vom Hörensagen kannten und dass sie Zweifel an der Denunziation hegten, weil sie aus niederen Motiven erfolgt sei.
Nach zwei Wochen intensiver Verhöre hatten die Inquisitoren keine verwertbaren Beweise für eine Häresie in der Hand, sie konnten ihm keine Straftaten auf venezianischem Gebiet nachweisen, die Vorgänge im Palazzo Mocenigo waren nicht mehr zu ermitteln. Sofern das Gericht keine weiteren Nachforschungen anstellte, konnte Bruno mit einer zeitlichen Gefängnisstrafe und der Ausweisung aus der Republik Venedig rechnen.
Nach einer achtwöchigen Pause wurde Bruno am 30. Juli 1592 erneut verhört, da sein Abfall von der Kirche über so viele Jahre einen tieferen Konflikt mit der Glaubenslehre vermuten ließ. Der Angeklagte beteuerte noch einmal, dass er wegen des schweren Verdachts der Häresie, den er auf sich geladen habe, immer große Gewissensbisse und schon lange die Absicht gehabt habe, sein Leben neu auszurichten. Am Ende bat Bruno auf Knien, man möge ihn streng verurteilen, ihm aber das Leben lassen, damit er den Skandal, den er verursacht habe, wieder gutmachen könne.:196, 199
Damit war das Verfahren in Venedig abgeschlossen und der venezianische Inquisitor sandte Kopien aller Prozessakten nach Rom. Am 12. September antwortete der römische Großinquisitor Giulio Antonio Santorio: Der Angeklagte Giordano Bruno gehöre vor das römische Tribunal und müsse nach Rom überstellt werden. „Damit wurde der Fall Bruno endgültig zum Politikum. Von jetzt an ging es nicht mehr vorrangig um das, was er gesagt und geschrieben haben sollte und wie er heute dazu stand, sondern um eine Machtprobe zwischen Venedig und Rom und zugleich um eine ideologisch hochgradig befrachtete Grundsatzentscheidung. Wie unabhängig war der Staat von der Kirche?“:280
Bereits 1327 hatte der Papst die Lehre des Marsilius von Padua von der natürlichen Entstehung und Existenzberechtigung des Staates als Häresie verurteilt. Doch im letzten Viertel des 16. Jahrhunderts spitzte sich die Auseinandersetzung zwischen Venedig und Rom zu: Auf katholischer Seite verbreitete Roberto Bellarmino die Lehre, dass ein gottgefälliges Regieren nur möglich sei, wenn die Politik an die katholische Heilslehre gebunden und unter kirchliche Aufsicht gestellt werde. Auf diese Kampfansage antwortete der venezianische Staatsmann Paolo Paruta mit der Verteidigung der Autonomie des Staates: Der Mensch sei in der Lage, aus eigener Kraft, ohne die Hilfe der Kirche, einen guten und gerechten Staat aufzubauen und zu regieren.
Das venezianische Inquisitionsgericht beantragte die Überstellung Brunos an das Heilige Offizium und legte am 28. September sein abschließendes Urteil vor: „Giordano Bruno aus Nola, angeklagt nicht nur als Ketzer, sondern sogar als Erzketzer, hat diverse Bücher verfasst, in denen er die Königin von England und andere ketzerische Fürsten sehr lobt, und schrieb verschiedene Dinge zur Religion, die nicht konform waren, allerdings auf philosophische Weise. Zudem ist er Apostat, nämlich ehemaliger Dominikaner, hat viele Jahre in Genf und England gelebt, zudem wurde in Neapel und an anderen Orten wegen derselben Vorwürfe gegen ihn ermittelt.“ Doge, Kleiner Rat und Senat sprachen sich gegen seine Auslieferung aus: „Weil diese Überstellung … der Autorität des venezianischen Inquisitionsgerichtes schweren Abbruch tun, für alle Zeiten ein schlechtes Beispiel geben und unseren Untertanen schweren Schaden zufügen würde.“
Am 22. Dezember 1592 hielt der Apostolische Nuntius Ludovico Taverna vor dem Kleinen Rat der Signoria eine Anklagerede gegen Bruno. Leonardo Donà trug die Gegenargumente der Republik vor und plädierte gegen die Auslieferung. Taverna verschärfte die Anklage durch falsche Behauptungen und zählte zwölf Fälle auf, in denen Venedig in der Vergangenheit Angeklagte nach Rom überstellt hatte. Angesichts der Hartnäckigkeit Roms fragte man sich in Venedig, ob die Auslieferung eines ehemaligen Mönchs und Untertanen des spanischen Vizekönigs von Neapel wirklich die venezianische Staatskirchenpolitik gefährden würde. Der Doge und seine Räte bestellten zunächst ein Gutachten bei dem Prokurator Federico Contarini, einem der treuesten Gefolgsleute Roms. Er kam erwartungsgemäß zu dem Schluss, der Prozess gegen Bruno gehöre an das Heilige Offizium. Der Senat stimmte der Auslieferung mit 142 zu 30 Stimmen zu. Dem venezianischen Botschafter in Rom, Paolo Paruta, oblag es, diesen Beschluss als Zugeständnis darzustellen, für das Venedig bei nächster Gelegenheit eine Gegenleistung von Rom erwarten konnte. Bruno wurde mit dem Schiff nach Ancona gebracht und traf am 27. Februar 1593 in Rom ein, wo er in einer Zelle im Palast des Heiligen Offiziums eingesperrt wurde.:284–287
Um zu erklären, warum Papst Clemens VIII. so hartnäckig die Auslieferung Brunos verlangte, verweist Volker Reinhardt auf die politische Situation Europas in der zweiten Hälfte des 16. Jahrhunderts. Nach dem Frieden von Cateau-Cambrésis (1559) war Spanien die weltpolitische Großmacht, während Frankreich für vierzig Jahre in Religions- und Bürgerkriegen versank. Auch in Rom bestimmten Philipp II. und die spanische Partei jahrzehntelang die Wahl und die Politik der Päpste. Papst Sixtus V. (Papst von 1585 bis 1590) griff zugunsten Spaniens in den französischen Thronstreit ein, verhängte 1585 den Bann über den Hugenotten Heinrich von Navarra, der 1584 rechtmäßig an die erste Stelle der Thronfolge gerückt war, und exkommunizierte später auch König Heinrich III., was entscheidend zu dessen Ermordung (1589) beitrug. Heinrich von Navarra wurde 1589 als Heinrich IV. König, wusste aber, dass er den Thron nur sichern konnte, wenn er den katholischen Glauben annahm.
Im Konklave von 1592 war Clemens VIII. der Kandidat der kleinen Minderheit von Kardinälen, die entschlossen waren, den Heiligen Stuhl von der Vormachtstellung Philipps II. von Spanien zu befreien.
Clemens’ Politik zielte auf eine Aussöhnung mit Heinrich IV. ab, damit die Hugenottenkriege beendet und Frankreich zu einem Gegengewicht gegen Spanien werden konnte. Ein Ersuchen Heinrichs IV. um Wiederaufnahme diplomatischer Beziehungen traf in Rom zwei Tage vor Venedigs Ablehnung von Brunos Auslieferung ein. Da mit heftigem Widerstand Spaniens zu rechnen war, musste die Annäherung an Frankreich hinter den Kulissen vorbereitet werden, während sich der Papst nach außen als Hardliner im Kampf für die Rechtgläubigkeit zeigte. Dazu war die konsequente Verfolgung des europaweit bekannten Ketzers Giordano Bruno eine geeignete Maßnahme. Bruno musste unbedingt nach Rom gebracht werden.:282

#### Kerkerhaft in Rom und Hinrichtung

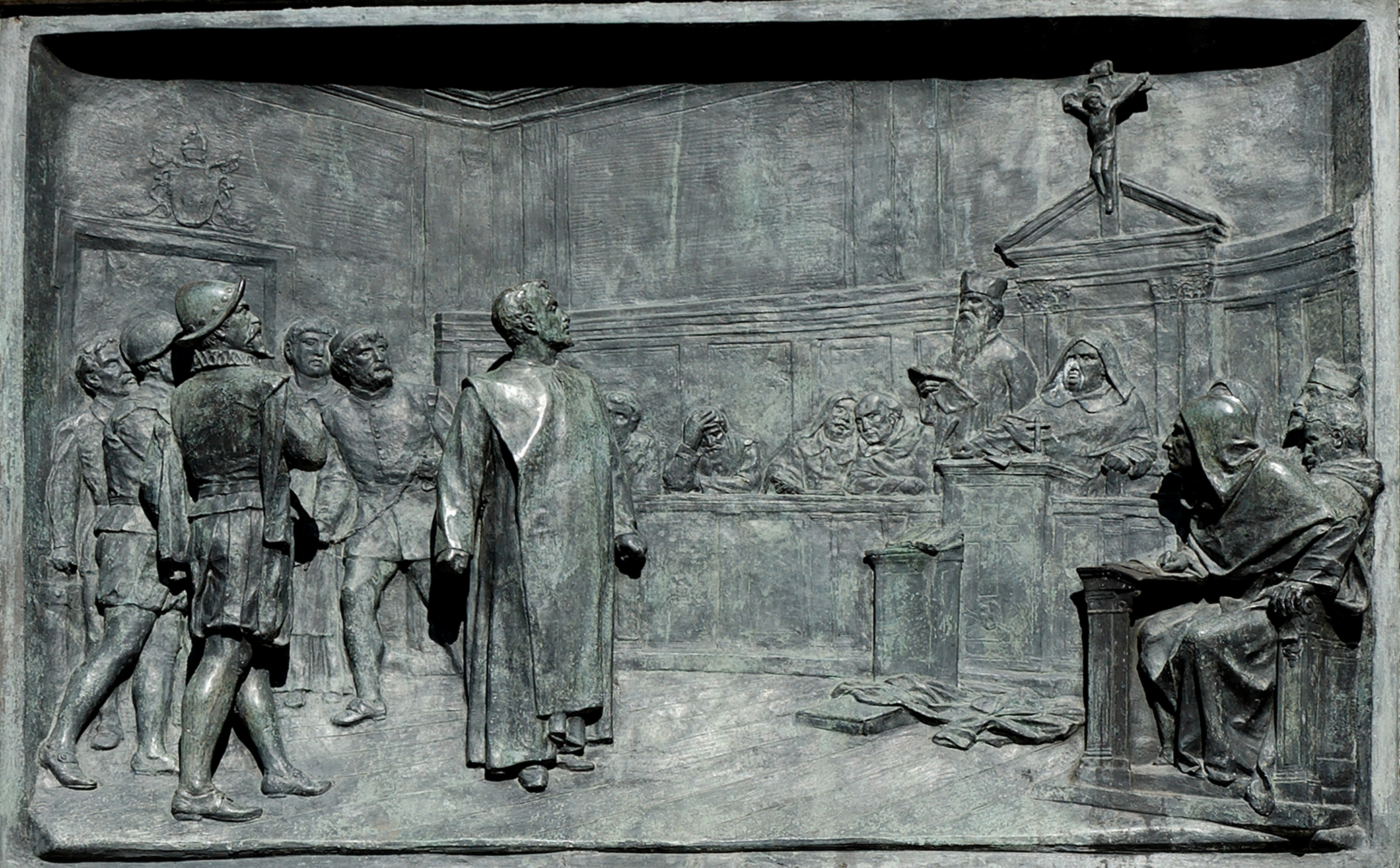
Giordano Bruno vor der Inquisitionskommission. Historisierendes Relief von Ettore Ferrari (1848–1929)

Die wichtigsten Quellen für Giordano Brunos Prozess in Rom wurden 1816/1817 vernichtet. 1810 hatte Napoleon das Vatikanische Archiv nach Paris überführen lassen, im April 1814 beschloss Ludwig XVIII. die Rückgabe. Für die Rückführung wurden Archivare nach Paris entsandt, die wegen der hohen Transportkosten überflüssige Dokumente aussonderten und Tausende von Archivalien an Altpapierhändler verkauften, darunter auch die Prozessakten Brunos.:288
Lange Zeit konnte der Prozess nur anhand von Sekundärquellen und verstreuten Notizen rekonstruiert werden. 1940 entdeckte Angelo Mercati im vatikanischen Archiv eine Zusammenfassung (sommario), die etwa Anfang März 1598 aus den Prozessakten erstellt worden war. Ein Sommario fasste die wesentlichen Aussagen der Zeugen und des Angeklagten zusammen und wurde den Mitgliedern des Gerichts zur Vorbereitung des Urteils bereitgestellt. Das von Mercati aufgefundene Dokument war wahrscheinlich eine Materialsammlung zur Erstellung des endgültigen Sommarios.
Mit der Auslieferung Brunos hatte die römische Inquisition offenbar ein wichtiges Ziel erreicht, mit dem Prozess ließ sie sich Zeit. Im Herbst 1593 erhob ein Kapuziner, der mit Bruno in Venedig im Kerker der Inquisition gesessen hatte, eine neue Anklage. Er wiederholte weitgehend die damals in Venedig verhandelten Anschuldigungen. Nachdem er und weitere Zeugen die Anklagepunkte vor dem venezianischen Gericht bestätigt hatten, luden die römischen Inquisitoren Bruno im Herbst 1593 zu acht Verhören vor.
Bruno behielt seine in Venedig gewählte Verteidigungsstrategie bei: Er bestritt die verschiedenen Blasphemievorwürfe, hielt aber an seinen kühnen philosophischen Thesen fest, wenn auch mit taktischen Anpassungen und Abschwächungen.
Auf diese Phase folgte der processo ripetetivo, in dem alle Zeugen nochmals vernommen wurden. Bruno erhielt die Protokolle der Zeugenaussagen und konnte mit Hilfe eines Juristen seine Fragen an die Zeugen formulieren, die der Richter in seinem Namen stellte. Alle erreichbaren Zeugen bestätigten ihre Aussagen, Zuane Mocenigo fügte weitere schwere Vorwürfe hinzu. Bruno musste sich nun endgültig zu den alten und neuen Anschuldigungen äußern. Am 20. Dezember 1594 wurde seine 80-seitige Stellungnahme der Kardinalskommission übergeben.
Eigentlich wäre nun die Zusammenfassung der Aussagen und das Urteil an der Reihe gewesen. Stattdessen wurde Anfang 1595 ein neues Offensivverfahren angeordnet, d. h. der Prozess begann wieder bei Null. Volker Reinhardt sieht den Grund für diesen ungewöhnlichen Schritt in der schlechten Qualität der Zeugen, die Bruno feindlich gesinnt waren oder sich von ihren Aussagen Vorteile versprachen. „Die Kluft zwischen Anklage und Verteidigung war so tief, dass wichtige Fragen zu den Ansichten des Beschuldigten offenblieben und das Ziel, die Wahrheit und nichts als die Wahrheit zu ermitteln, als nicht erreicht gelten musste“:301
Das neue Verfahren sollte sich nicht mehr auf Zeugen stützen, sondern auf Brunos veröffentlichte Schriften, die erst einmal beschafft werden mussten.
Anfang 1595 war das Interesse an dem Prozess gegen Bruno nur noch gering. Inzwischen war Heinrich IV. im Juli 1593 zum Katholizismus übergetreten, und seine offizielle Absolution durch den Papst wurde für September 1595 in Rom vorbereitet. Clemens VIII. hatte über die mächtige spanische Partei triumphiert. Außerdem war die Inquisition mit dem Skandal um die Vulgata Sixtina und dem Prozess gegen den spanischen Theologen Luis de Molina beschäftigt. Beide Prozesse - Molinas und Brunos - kamen nur langsam voran, da sie tiefgreifende theologische Fragen betrafen, an denen Clemens VIII., der sein Pontifikat vor allem auf die Diplomatie ausgerichtet hatte, wenig Interesse zeigte.:302
Im Dezember 1596 war die Liste der beanstandeten Textstellen aus Brunos Werken fertiggestellt. Bei der Ostervisite 1597 „wurde er ermahnt, seine wahnhaften Ideen zur Vielzahl der Welten aufzugeben, und es wurde angeordnet, ihn verschärft zu befragen.“:244 Die Verhöre zogen sich bis Ende 1597 hin, Bruno bekannte sich weiterhin zu seiner Philosophie. Ende 1597 waren alle Phasen des Inquisitionsprozesses durchlaufen, doch das Urteil ließ weiter auf sich warten.
Im Jahre 1598 begannen die Vorbereitungen für das Heilige Jahr 1600. Einflussreiche Kuriale fassten den Plan, am Beispiel Giordano Brunos zu demonstrieren, wie die Kirche Ketzer mit gerechter Härte bestrafte. Die Zeit drängte, Bruno musste endlich zu einem umfassenden Geständnis seiner Irrlehren und zur Reue gebracht werden, damit ihm die notwendigen Bußleistungen und Strafen auferlegt werden konnten. Auf Anordnung des neuen Großinquisitors Roberto Bellarmino wurden Bruno am 14. Januar 1599 acht besonders anstößige Sätze aus seinen Werken vorgelegt, die er im Februar widerrief. Es wurden ihm jedoch noch weitere Sätze vorgelegt, von denen er sich ebenfalls weitgehend distanzierte.:306–307
Am 9. September 1599 trat das Kardinalskollegium unter Vorsitz des Papstes zusammen, fällte aber kein Urteil, sondern verlangte von Bruno nochmals eine Erklärung.
Bei der nächsten Sitzung des Kollegiums am 16. September lag Brunos Erklärung vor, „dass er seine Irrtümer anerkennen und alles machen will, was ihm von der katholischen Kirche befohlen werde.“:331. In der gleichen Sitzung wurde eine Erklärung behandelt, die Bruno direkt an den Papst gerichtet hatte. Die erhaltenen Kopie des Schlussurteils vermerkte dazu: „Und dann hast du den Akten des Heiligen Offiziums andere, an Seine Heiligkeit und an uns gerichtete Schriftstücke übergeben, aus denen eindeutig hervorgeht, dass du hartnäckig auf deinen obgenannten Irrtümern beharrst.“:341 Wolfgang Wildgen sieht in dieser dramatischen Wende: „… auch das Ende seiner Hoffnung, innerhalb der Kirche eine geistige Heimat in relativer Freiheit zu finden. … [hier] bricht seine Basis selbst; der Versuch, innerhalb der Institution Kirche als Neuerer wirken zu können: dieser Bruch scheint so schwer gewesen zu sein, daß er sich selbst aufgab.“
Außerdem wurde eine weitere Denunziation vorgebracht: Er sei beim Heiligen Offizium in Vercelli angezeigt worden, weil er in England als Atheist angesehen wurde und ein Buch Triumphierende Bestie gegen den Papst verfasst habe. Diese neue Denunziation hätte die Inquisition nach ihren eigenen Regeln zunächst durch Zeugenvernehmungen prüfen und Bruno zur Stellungnahme vorlegen müssen, aber dazu fehlte die Zeit.
Bei der Visite am 21. Dezember erklärte Bruno, „dass er weder zur Einsicht kommen müsse noch wolle, zudem gebe es nichts, bei dem er zur Einsicht kommen müsse, und er wisse auch nicht, worin diese bestehen könne. Daraufhin ordneten die Kardinäle an, dass der Ordensgeneral der Dominikaner und sein Stellvertreter ihn überzeugen und ihm die Nichtigkeit und Falschheit seiner Lehre vor Augen führen sollten.“ Den beiden Dominikanern erklärte Bruno, „niemals häretische Sätze geschrieben oder vorgetragen zu haben, sondern diese seien von den Dienern des Heiligen Offiziums unzutreffend exzerpiert und gegen ihn verwendet worden. So sei er bereit, über alle seine Schriften und mündlichen Aussagen Rechenschaft abzulegen und diese gegen alle Theologen zu verteidigen. Nicht diesen, sondern allein einer Entscheidung des Heiligen Stuhls, falls eine solche erlassen werde, oder dem Kirchenrecht werde er folgen, wenn darin etwas gegen seine Schriften stehe.“ Tatsächlich gab es keine lehramtlichen Entscheidungen, die Brunos Kosmologie entgegenstanden. Weder die Bewegung der Erde noch die Unendlichkeit des Weltalls oder die Vielzahl der Welten waren ex cathedra verurteilt worden.
Am 8. Februar 1600 wurde das Urteil der römischen Inquisition verlesen. Das Original des Urteils ist verloren. In einer erhaltenen Kopie des Schreibens der Inquisition an den Gouverneur von Rom, Ferdinando Taverna, heißt es: Wegen Leugnung der Transsubstantiation und weiterer schwerwiegender Irrtümer und Ketzereien
„erklären wir dich, Bruder Giordano Bruno für einen unbußfertigen, hartnäckigen und verstockten Ketzer … und ordnen an, dass du sofort aus allen großen und kleinen kirchlichen Orden ausgeschlossen wirst, so wie wir dich aus unserer kirchlichen Gemeinschaft und aus unserer heiligen und unbefleckten Kirche ausschließen … und dass du dem weltlichen Gericht … des hier anwesenden Gouverneurs von Rom übergeben wirst, damit er dich der gebührenden Strafen zuführe, doch bitten wir ihn, bei der Bestrafung deiner Person die Strenge der Gesetze zu mildern, dass dir nicht der Tod oder die Verstümmelung eines Gliedes drohe. [Eine bloße Floskel, um dem Gebot Ecclesia non sitit sanguinem Genüge zu tun.]
Ferner verurteilen wir … alle eure Bücher und Schriften als häretisch und irrig … und ordnen an, dass alle, die bisher in den Händen des Heiligen Offiziums waren und in Zukunft sein werden, öffentlich auf dem Petersplatz vor der Treppe vernichtet und verbrannt werden.“:857–860
Bruno reagierte auf das Urteil mit dem berühmt gewordenen Ausspruch: „Mit größerer Furcht verkündet ihr vielleicht das Urteil gegen mich, als ich es entgegennehme“ („Maiori forsan cum timore sententiam in me fertis quam ego accipiam“), wie Caspar Schoppe, Augenzeuge der Urteilsverkündung und Verbrennung, am 17. Februar 1600 in einem Brief an Konrad Rittershausen berichtete.:875–884
Das weltliche Gericht des römischen Gouverneurs verurteilte Bruno zum Tod auf dem Scheiterhaufen. Von fast acht Jahren Kerkerhaft körperlich gebrochen, wurde der 52-jährige Giordano Bruno am 17. Februar 1600 auf dem Campo de’ Fiori auf dem Scheiterhaufen verbrannt.
Schoppes Brief ist die einzige Quelle für eine genauere Urteilsbegründung. Er nennt 14 Anklagepunkte, von denen vier die Philosophie Brunos betreffen: die Seelenwanderung, die Identifizierung des Heiligen Geistes mit der Weltseele, die Existenz zahlloser ewiger Welten, die Existenz des Menschen schon vor Adam und Eva (der letzte Punkt war nie Gegenstand der Verhöre). Die übrigen zehn Punkte betrafen kirchliche Lehraussagen, die Bruno in den Verhören stets anerkannt und deren Verletzung er bestritten hatte: Leugnung der Transubstantiation, Leugnung der Jungfrauengeburt, Lob der Magie, Moses sei ein Scharlatan, die Propheten und Apostel seien Magier, Christus sei ein Betrüger und zu Recht gekreuzigt worden, die Heilige Schrift sei bloße Phantasie, Dämonen könnten beim Jüngsten Gericht errettet werden, Bruno habe in ketzerischen Ländern nach Art der Ketzer gelebt und er habe die Schrift Die Vertreibung der triumphierenden Bestie gegen den Papst veröffentlicht.:875–884
Diese Liste der Häresien zeigt, dass Bruno sowohl wegen seiner kosmologischen Thesen als auch wegen der ihm nachgesagten theologischen Ansichten verurteilt wurde. Sie zeigt darüber hinaus, dass die Inquisition ihr Urteil auf Aussagen von Zeugen stützte, die das Gericht einige Jahre zuvor als unglaubwürdig eingestuft hatte.

„So konnte der Verlauf des Prozesses in Venedig und in Rom das Urteil vom 8. Februar 1600 nicht rechtfertigen: Mit dem Urteil … wurde in juristisch und theologisch unhaltbarer Form ein Ausnahmeverbrechen konstruiert, ein Exempel für die Pilger des Heiligen Jahres statuiert und nach den ureigenen Kriterien der Inquisition ein Justizmord angeordnet.“

## Philosophie

### Brunos Philosophie

#### Pantheismus
Für Bruno stammte alles aus der Natur von der göttlichen Einheit von Materie und Dunkelheit ab. Zum einen trennte er Gott von der Welt und zum anderen tendierte er zu einem dazu entgegengesetzten Pantheismus. Bruno verband die These, dass Gott allem innewohne, mit dem Glauben, dass die Realität der Vorstellung entspringe. Damit nahm er die Gedanken von Gottfried Wilhelm Leibniz und Baruch de Spinoza vorweg. Er stellte sich gegen das geozentrische Weltbild,

und bekannte sich zur kopernikanischen Theorie. Weiterhin postulierte er die Monade, die als eine unteilbare Einheit ein Element des Weltaufbaus darstellt. Der Begriff Monade wurde von Gottfried Wilhelm Leibniz übernommen. Bruno ist einer der wichtigsten Vertreter einer panpsychistischen Weltanschauung, der zufolge überall im Kosmos geistige Eigenschaften vorhanden sind.
Von den christlichen Kirchen wurde Atheismus und Pantheismus lange Zeit gleichgesetzt. Die Vorstellungen Giordano Brunos stehen im Gegensatz zum materialistischen Weltbild. Sie stehen in der Tradition des neuplatonischen Idealismus sowie der Mystik, die er vor allem durch die Werke von Avicenna, Averroes, Nikolaus von Kues rezipiert hat. Zwar hat Bruno viele Erkenntnisse der modernen Naturwissenschaften vorweggenommen. Dies verdankt sich jedoch eher einem „naturphilosophischen Ganzheitsdenken“ als einem physikalisch-analytischen Zugang, wie er etwa für seinen Zeitgenossen Galileo Galilei kennzeichnend war. Dies wird besonders klar in Brunos Erkenntnistheorie, verdeutlicht etwa in seiner Interpretation des Aktaion-Mythos in den Heroischen Leidenschaften. Mit dem nach Wahrheit Suchenden verhält es sich laut Bruno wie mit dem griechischen Jäger Aktaion. Dieser hatte auf der Jagd die nackte Göttin Diana beim Bad überrascht und wird in einen Hirsch verwandelt, der von seinen eigenen Hunden gejagt und zerrissen wird. Diana ist hier ein Sinnbild für die Natur, deren Erkenntnis sich dem Menschen entziehen will. Bruno schreibt, es sei „das letzte Ziel und das Ende dieser Jagd [nach der Wahrheit] […], in den Besitz jener flüchtigen und scheuen Beute zu gelangen, durch die der Beutemacher zur Beute, der Jäger zum Gejagten wird.“ Das Göttliche wird im Pantheismus Brunos nicht etwa in die Natur hineingelegt, die dann ein vom Erkenntnissubjekt unabhängiger, objektiver Forschungsgegenstand wäre. Vielmehr wird auch das Erkenntnissubjekt als Teil des Kosmos begriffen. Es löst sich in seiner Individualität auf, sobald es die Erfahrung der pantheistischen Einheit macht, die bei Bruno mystischen, übersinnlichen Charakter hat. So heißt es in Brunos Interpretation des Aktaion-Mythos:
„So verschlingen die Hunde, die Gedanken an göttliche Dinge, diesen Aktaion, so dass er nun für das Volk, die Menge tot ist, gelöst aus den Verstrickungen der verwirrten Sinne, frei vom fleischlichen Gefängnis der Materie. Deshalb braucht er seine Diana nun nicht mehr gleichsam durch Ritzen und Fenster zu betrachten, sondern ist nach dem Niederreißen der Mauern ganz Auge mit dem gesamten Horizont im Blick.“

#### Geozentrisches Weltbild

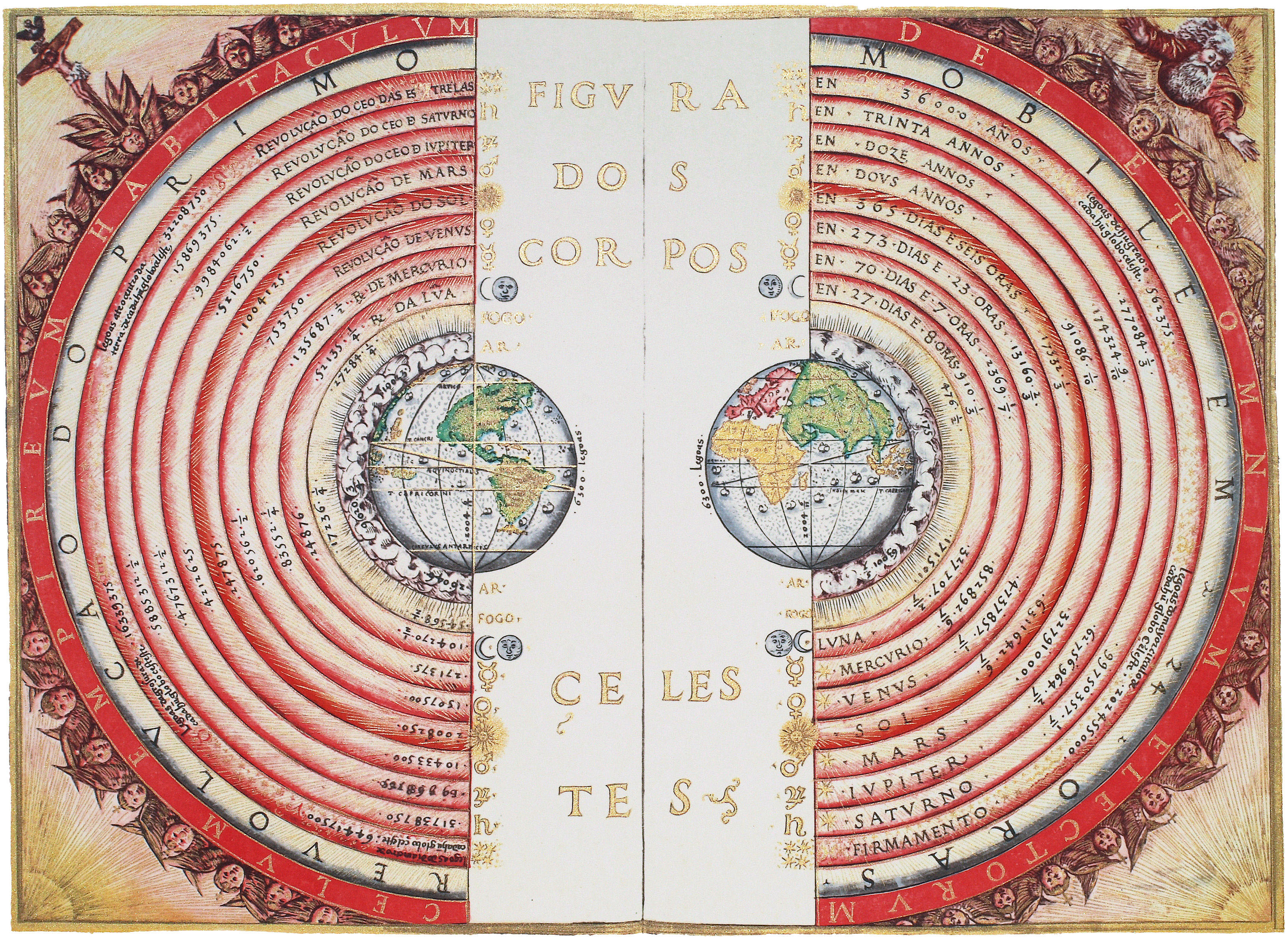
Illustration des ptolemäischen geozentrischen Weltbildes. Der äußerste Text lautet „Das himmlische Reich, Wohnung Gottes und aller Auserwählten“.

In der ersten Hälfte des 15. Jahrhunderts stellte Nikolaus von Kues die damals weit verbreitete Philosophie des Aristotelismus in Frage und stellte sich stattdessen ein unendliches Universum vor, dessen Zentrum überall und dessen Rand nirgends liegt und das zudem von unzähligen Sternen bevölkert ist. Er sagte auch voraus, dass weder die Rotationsbahnen kreisförmig noch ihre Bewegungen gleichmäßig sind.
In der zweiten Hälfte des 16. Jahrhunderts begannen sich die Theorien von Kopernikus (1473–1543) in Europa zu verbreiten. Kopernikus bewahrte die Vorstellung von Planeten, die auf festen Sphären fixiert sind, hielt aber die scheinbare Bewegung der Sterne für eine Illusion, die durch die Drehung der Erde um ihre Achse verursacht wird; er behielt auch die Vorstellung eines unbeweglichen Zentrums bei, aber es war die Sonne und nicht die Erde. Kopernikus vertrat auch die Ansicht, dass die Erde ein Planet sei, der die Sonne einmal im Jahr umkreist. Er hielt jedoch an der ptolemäischen Hypothese fest, dass die Bahnen der Planeten aus perfekten Kreisen – Deferenten und Epizyklen – bestehen und dass die Sterne auf einer unbeweglichen äußeren Kugel fixiert sind.
Trotz der weit verbreiteten Veröffentlichung von Kopernikus’ Werk De revolutionibus orbium coelestium hielten zu Brunos Zeiten die meisten gebildeten Katholiken an der aristotelischen geozentrischen Auffassung fest, wonach die Erde der Mittelpunkt des Universums sei und sich alle Himmelskörper um sie drehten.
Nur wenige Astronomen zu Brunos Zeiten akzeptierten das heliozentrische Modell von Kopernikus. Zu denen, die es akzeptierten, gehörten die Deutschen Michael Maestlin (1550–1631), Christoph Rothmann (um 1555–1601), Johannes Kepler (1571–1630), der Engländer Thomas Digges (ca. 1546–1595) und der Italiener Galileo Galilei (1564–1642).

#### Unendlichkeit des Weltalls
„Bezeichnend für seine Philosophie ist, dass in ihr der Begriff »Unendlichkeit« eine neue Bedeutung annimmt. Im Denken der griechischen Antike ist Unendlichkeit ein negativer Begriff. Das Unendliche ist schrankenlos und unbestimmt. Es besitzt keine Grenze und keine Form und ist deshalb der menschlichen Vernunft unzugänglich …. In Brunos Lehre ist Unendlichkeit nicht mehr bloße Negation oder Begrenztheit. Im Gegenteil, Unendlichkeit bedeutet hier unermeßliche, unerschöpfliche Wirklichkeitsfülle und uneingeschränktes Vermögen des Intellekts. In diesem Sinne versteht und interpretiert Bruno die Lehre des Kopernikus. Für ihn war sie der erste und entscheidende Schritt zur Selbstbefreiung der Menschheit. Dieser Mensch ist nicht mehr ein zwischen die Mauern eines endlichen physikalischen Universums eingeschlossener Gefangener.“

Den Prinzipien seiner Naturphilosophie folgend, glaubte Bruno nicht nur, dass das Weltall unendlich ist, sondern dass es auch unendlich viele Lebewesen auf anderen Planeten im Universum gibt. Diese Schlussfolgerungen zog er aus dem Gedanken, dass einer allmächtigen und unendlichen Gottheit auch nur ein unendliches Universum entsprechen kann, denn alles andere wäre einer unendlichen Gottheit nicht würdig.
Allerdings ist Giordano Bruno kein direkter Vorläufer von Galilei oder Kepler. Denn in seiner spezifischen naturphilosophischen Betrachtungsweise zweifelte er an der Kompetenz der Mathematik. In seiner Gesamtheit kann Brunos Denken in die Philosophia perennis eingeordnet werden, der er einen neuen naturphilosophischen Zugang sowie revolutionären und kämpferischen Aspekt hinzufügte.

#### Verwerfung der Auffassung von der Zweigeteiltheit der Welt
Zwar übernahm Bruno zunächst von Aristoteles die Vorstellung, die riesigen Räume zwischen den unendlich vielen Sonnensystemen seien mit Äther erfüllt, weil leerer Raum nicht existieren könne, doch entwickelte er schließlich in De immenso die Konzeption eines Vakuums. Zudem brach er mit der bis dahin gängigen Auffassung des Aristoteles von der Zweigeteiltheit der Welt in den translunaren und den sublunaren Bereich. Der Bereich über der Mondsphäre galt als heiliger Bereich, der Bereich unterhalb der Mondsphäre als irdischer. Durch die Aufhebung dieser Trennung wurde das Universum vereinheitlicht und für die (zunächst ideellen) Flüge des Menschen zugänglich gemacht.
Brunos Kosmologie unterscheidet zwischen „Sonnen“, die ihr eigenes Licht und ihre eigene Wärme erzeugen und von anderen Körpern umkreist werden, und „Erden“, die sich um die Sonnen bewegen und Licht und Wärme von ihnen empfangen. Bruno schlug vor, dass einige, wenn nicht alle Objekte, die klassischerweise als Fixsterne bekannt sind, in Wirklichkeit Sonnen sind. Nach Ansicht des Astrophysikers Steven Soter war er der erste, der begriff, dass „Sterne andere Sonnen mit eigenen Planeten sind“.

#### Virtuelle Raumfahrten
In De immenso entwarf Bruno eine erste Idee der Raumfahrt. „Mit den Flügeln des Geistes“ unternahm er Reisen zum Mond und anderen Gestirnen, führte Gedankenexperimente zur planetaren Perspektive durch und fragte nach den Gründen für die Fähigkeit des Menschen, begrenzte Horizonte überwinden zu können.

### Einflüsse auf Giordano Bruno
Sein Denken wurde von Platon, Epikur, Lukrez, Thomas von Aquin, Johannes Scotus Eriugena, Nikolaus von Kues und Ramon Llull beeinflusst. Er war ein ausgeprägter Kritiker der Lehren des Aristoteles. Untersuchungsergebnissen der Kulturhistorikerin Frances Yates zufolge war Bruno auch von Marsilio Ficino und der hermetischen Literatur beeinflusst. In England vertrat vor ihm auch schon der frühe Kopernikaner Thomas Digges die These der Unendlichkeit des Weltraums und veröffentlichte das, was Bruno beeinflusst haben könnte.

## Rezeption

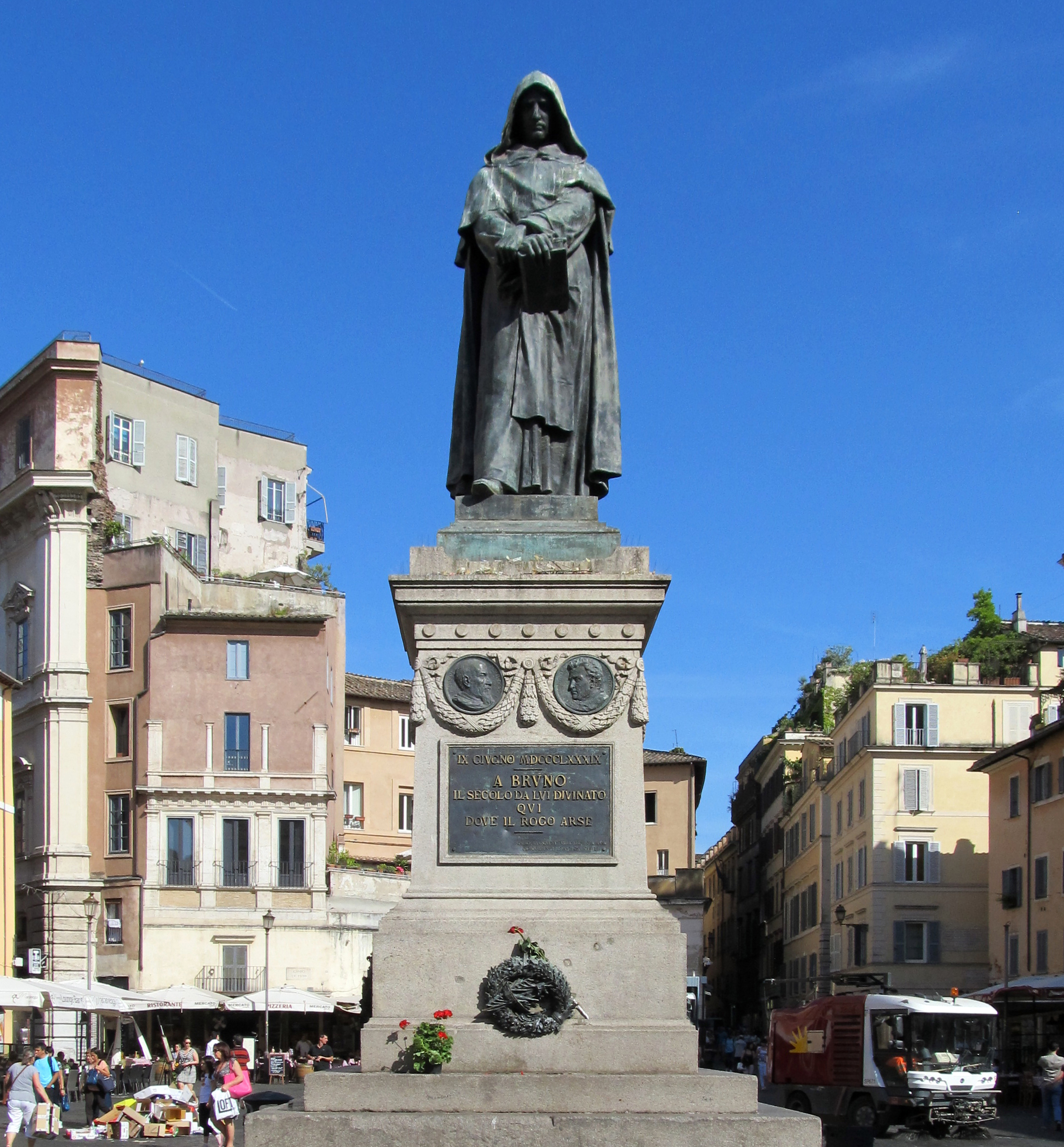
Bruno-Denkmal von Ettore Ferrari am Ort der Hinrichtung, dem Campo de' Fiori
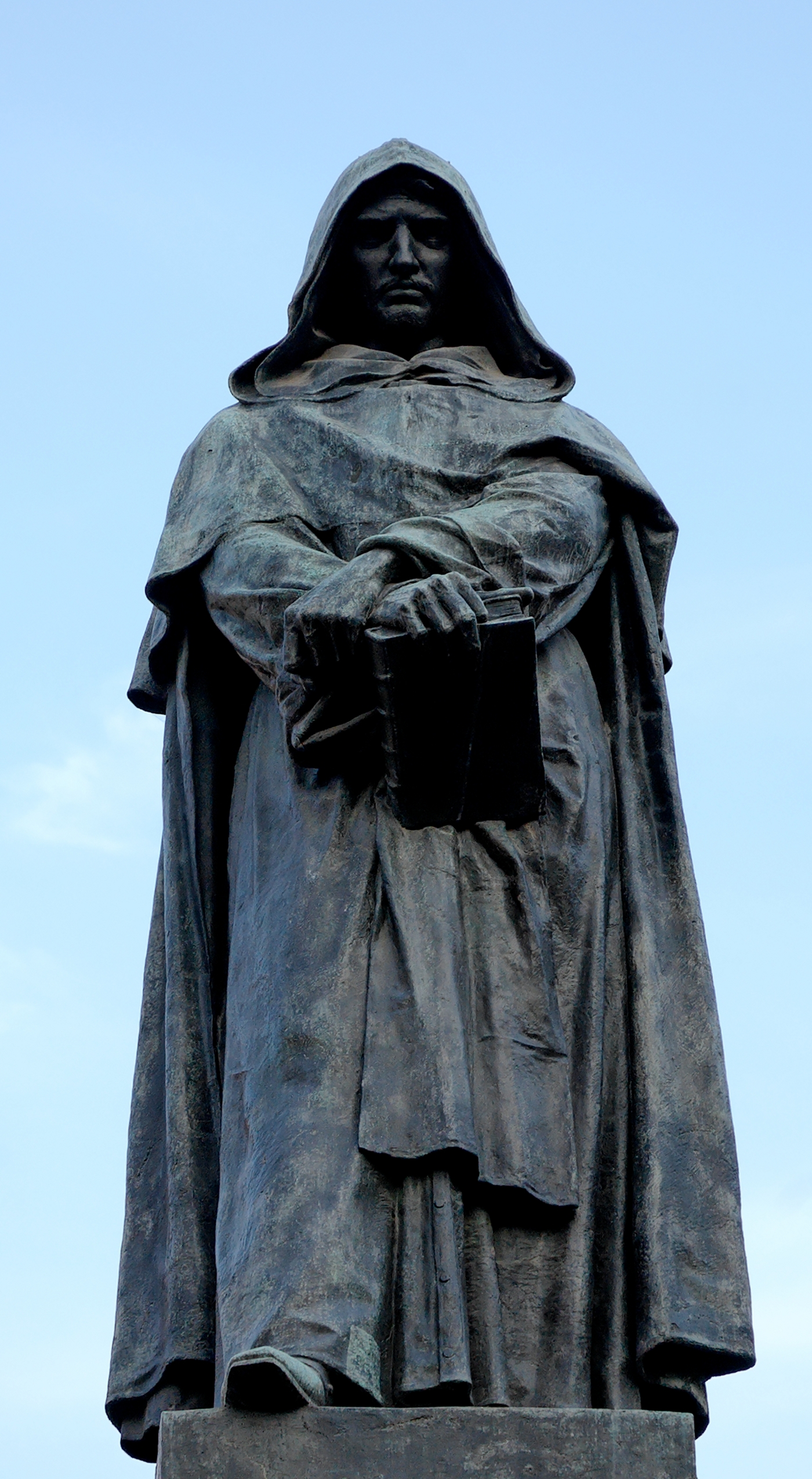
Detail des Denkmals auf dem Campo de' Fiori
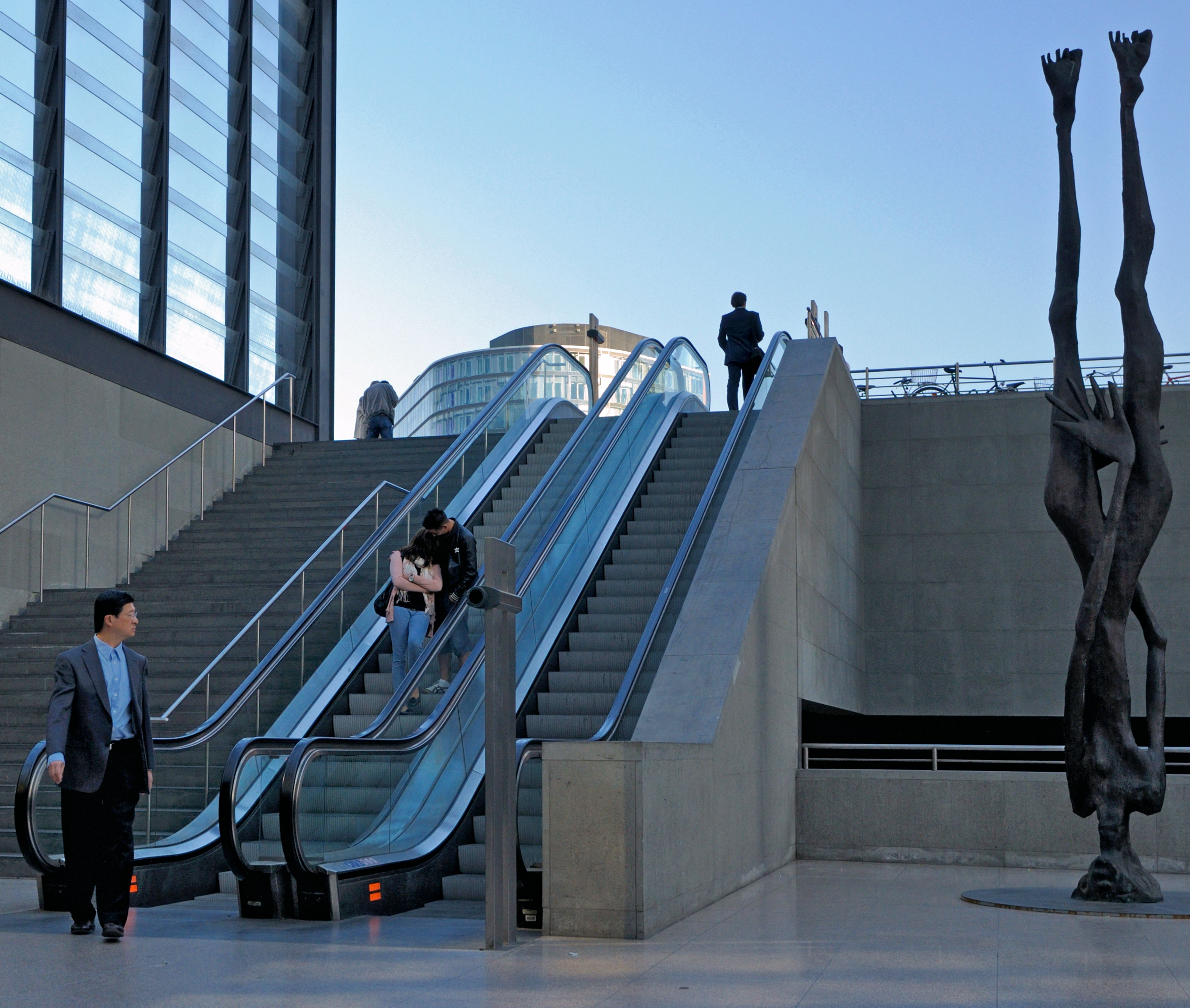
Denkmal von Alexander Polzin am Potsdamer Platz in Berlin
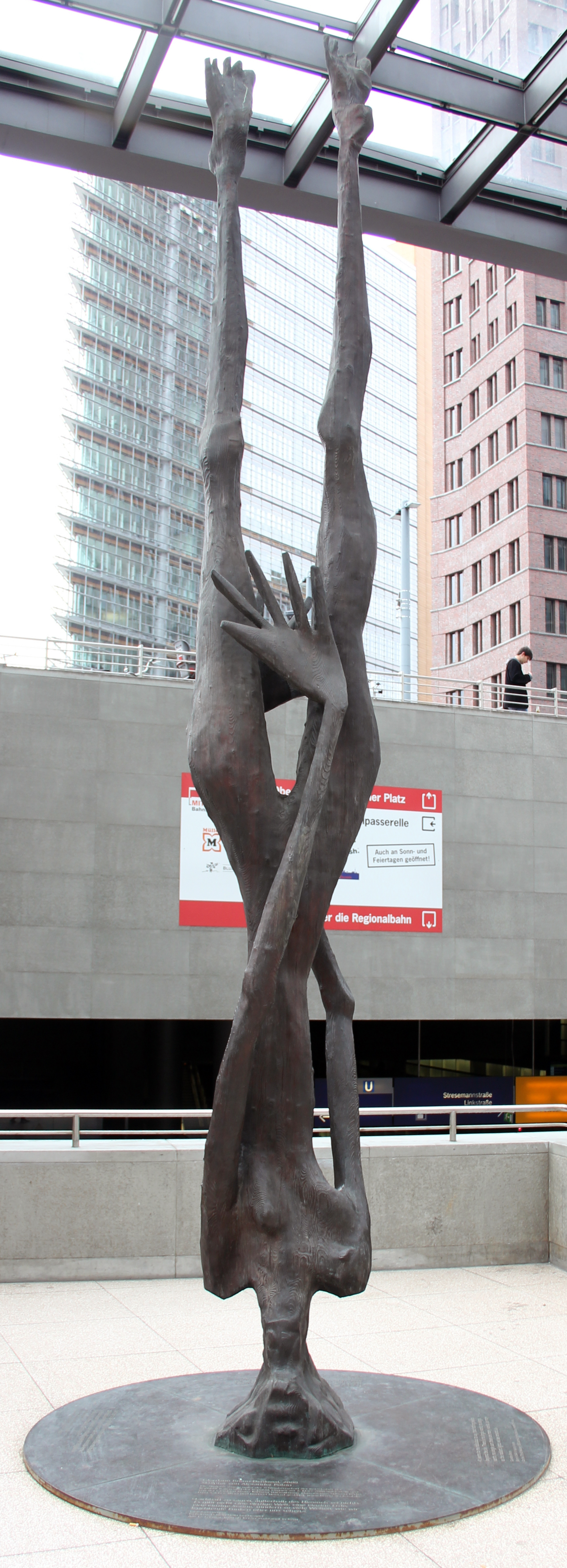
Die Berliner Darstellung verweist darauf, dass Bruno auf dem Scheiterhaufen kopfüber gefesselt war
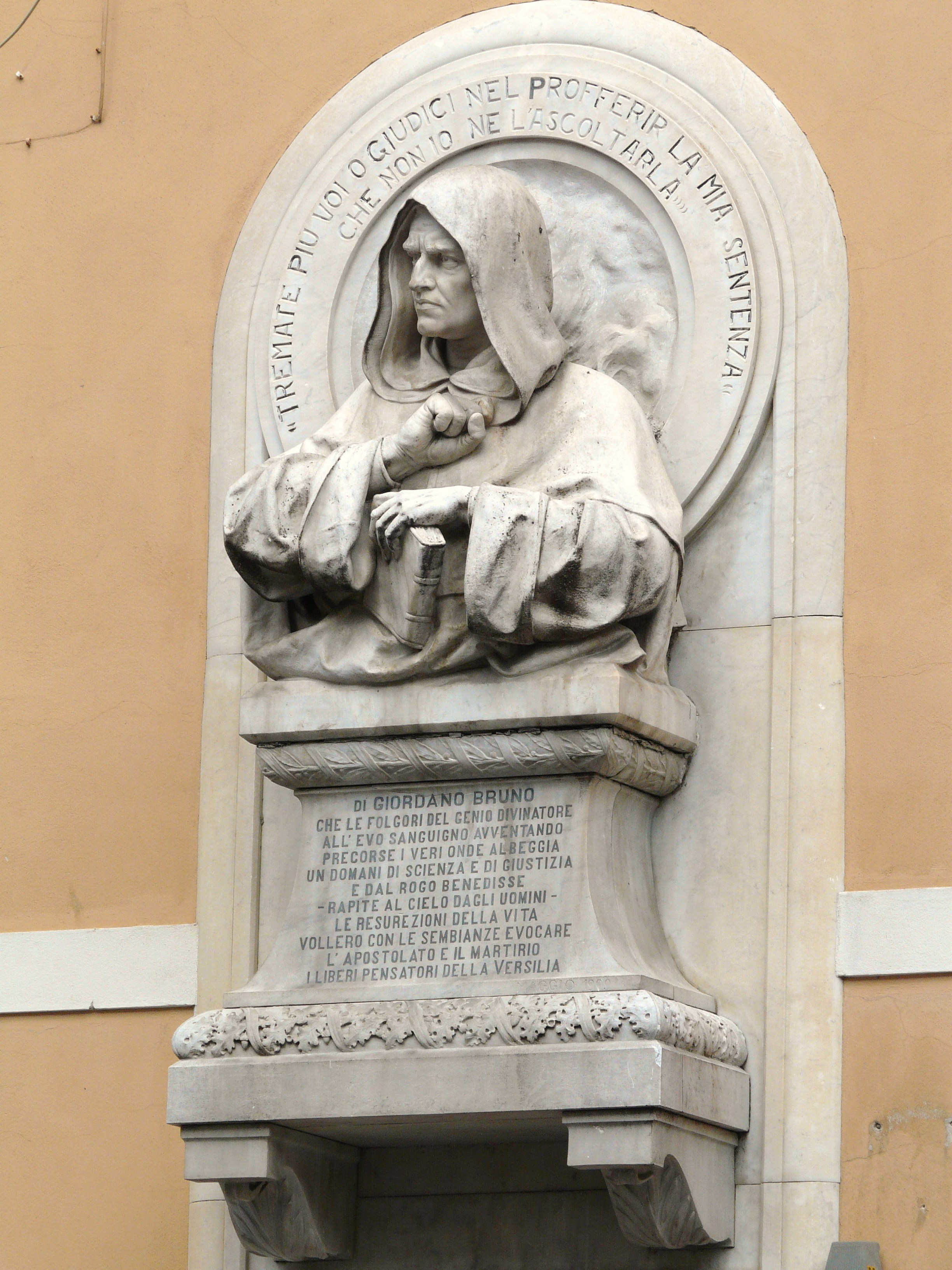
Denkmal für Giordano Bruno in Pietrasanta
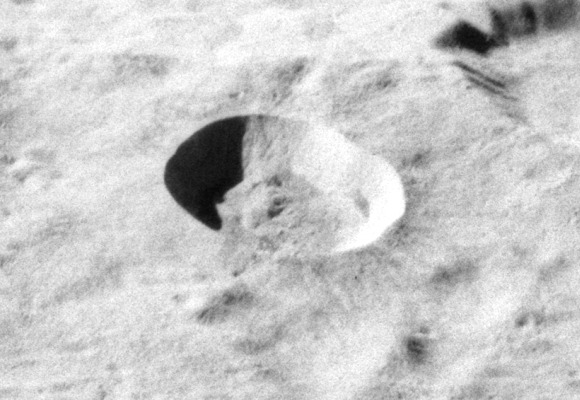
Der Giordano Bruno gewidmete Krater auf der Rückseite des Mondes
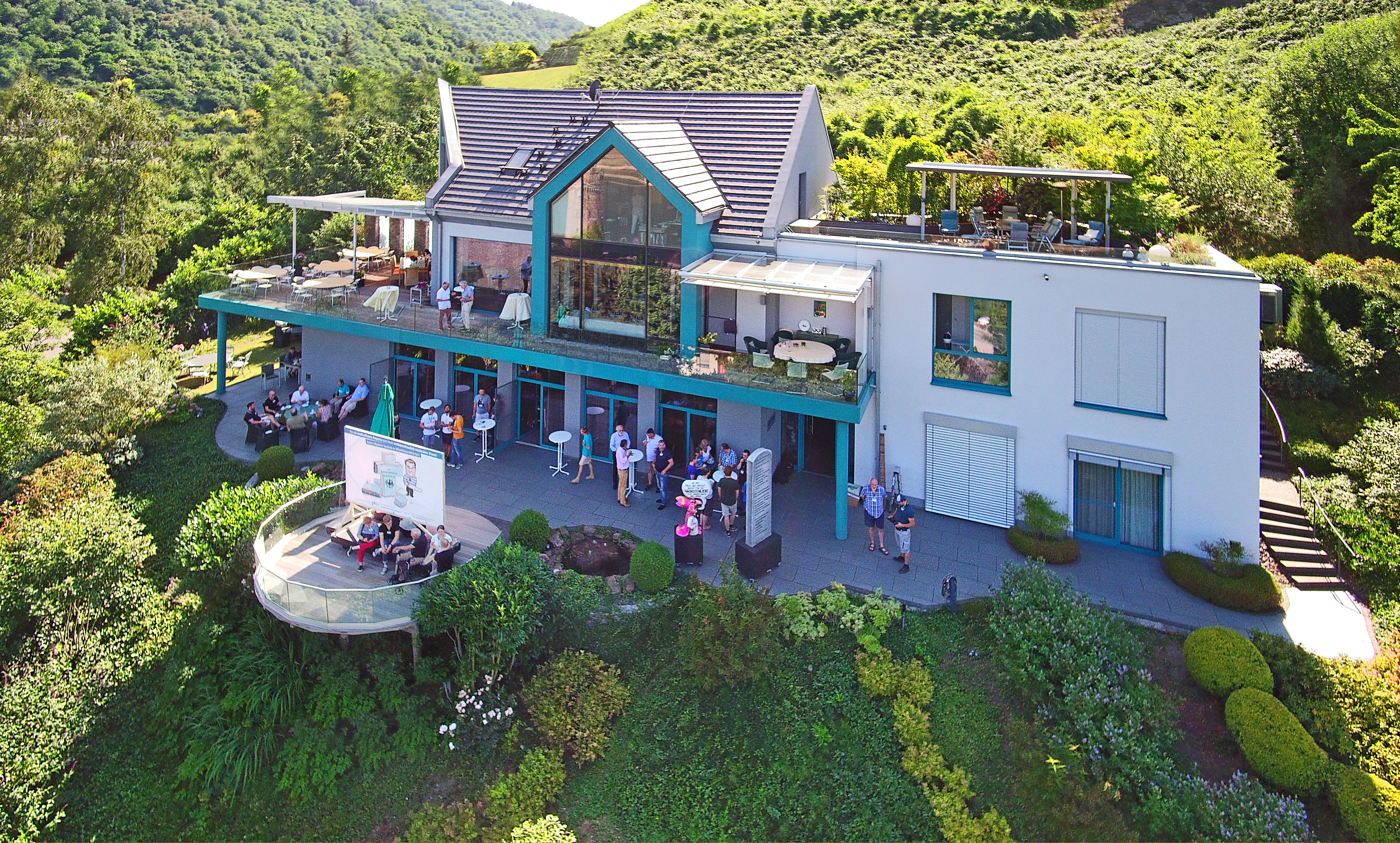
Haus Weitblick, Sitz der Giordano-Bruno-Stiftung in Oberwesel
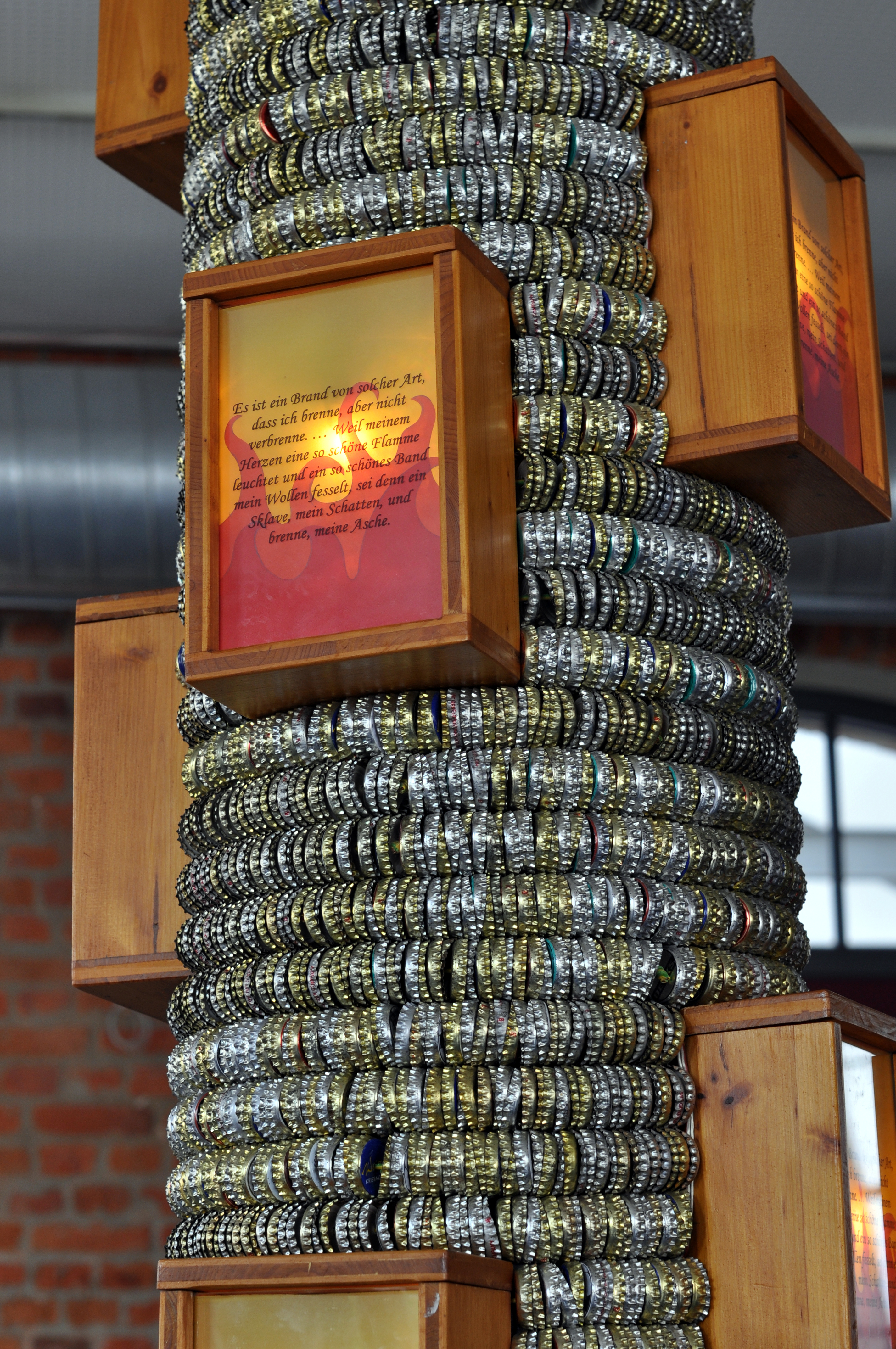
Giordano Bruno-Säule, Dauerinstallation im Rocca-Kulturzentrum in Denzlingen

### Einflüsse durch Giordano Bruno
Bruno beeinflusste eine Reihe von Philosophen und Schriftstellern stark, unter anderen Pierre Gassendi, Baruch de Spinoza, Lucilio Vanini, Friedrich Schelling, Galileo Galilei, Johann Wolfgang von Goethe und Friedrich Nietzsche. Gottfried Wilhelm Leibniz übernahm von ihm den Begriff der Monade.

### Rehabilitation
Seine Bücher wurden auf den Index der verbotenen Schriften gesetzt, wo sie bis zu dessen Abschaffung 1966 im Zuge des Zweiten Vatikanischen Konzils blieben.
Im Jahr 2000 erklärte Papst Johannes Paul II. nach Beratung mit dem päpstlichen Kulturrat und einer theologischen Kommission die Hinrichtung Giordano Brunos für Unrecht: Selbst Männer der Kirche seien im Namen des Glaubens und der Sittenlehre mitunter Wege gegangen, „die nicht im Einklang mit den Evangelien stehen“. Eine vollständige Rehabilitierung des Gelehrten Giordano Bruno durch die katholische Kirche fand aber nicht statt, da der Pantheismus nicht mit der katholischen Lehre vereinbar sei.

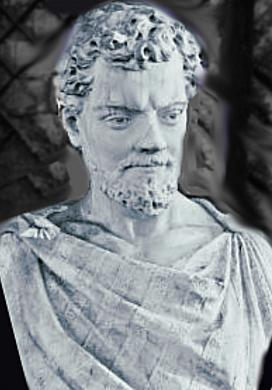
Lukrez in einer Phantasiedarstellung aus dem 19. Jahrhundert

### Märtyrer der Wissenschaft?
Bruno wird gern als „Märtyrer der Wissenschaft“ bezeichnet und als Parallele zur Galilei-Affäre gesehen, die um 1610 begann.
„Man sollte nicht annehmen“, schreibt Antoinette Mann Paterson über Bruno und sein heliozentrisches Sonnensystem, dass er „seine Schlussfolgerungen durch eine mystische Offenbarung erreicht hat … Sein Werk ist ein wesentlicher Teil der wissenschaftlichen und philosophischen Entwicklungen, die er angestoßen hat.“ Paterson schließt sich Hegel an, wenn sie schreibt, dass Bruno „eine moderne Erkenntnistheorie einführt, die alle natürlichen Dinge im Universum als vom menschlichen Geist durch dessen dialektische Struktur erkennbar begreift“.
Alfonso Ingegno schreibt, Bruno habe sich die Philosophie von Lukrez zu eigen gemacht, „die darauf abzielt, den Menschen von der Furcht vor dem Tod und den Göttern zu befreien“. Die Charaktere in Brunos Von der Ursache, dem Prinzip und dem Einen strebten danach, „die spekulative Wissenschaft und die Kenntnis der natürlichen Dinge zu verbessern“ und eine Philosophie zu erreichen, „die die Vervollkommnung des menschlichen Intellekts am leichtesten und vorzüglichsten herbeiführt und der Wahrheit der Natur am meisten entspricht“.
Andere Wissenschaftler widersprechen solchen Ansichten und halten Brunos Märtyrertum für die Wissenschaft für übertrieben oder sogar für falsch. So heißt es bei Frances Yates: Während die „Liberalen des neunzehnten Jahrhunderts“ über Brunos Kopernikanismus „in Ekstase“ gerieten, „drängt Bruno die wissenschaftliche Arbeit von Kopernikus zurück in ein vorwissenschaftliches Stadium, zurück in den Hermetizismus, indem er das kopernikanische Schaubild als Hieroglyphe göttlicher Mysterien interpretiert“.
Dem Historiker Mordechai Feingold zufolge „sind sich Bewunderer und Kritiker Giordano Brunos im Grunde darin einig, dass er aufgeblasen und arrogant war, seine Meinungen hoch bewertete und wenig Geduld mit jedem zeigte, der ihm auch nur ansatzweise widersprach“. In Bezug auf Brunos Erfahrung der Ablehnung während seiner Zeit an der Universität Oxford vermutet Feingold, dass „eher Brunos Verhalten, seine Sprache und seine Selbstherrlichkeit als seine Ideen“ Anstoß erregt haben könnten.

### Denkmäler und Namensnennung
Auf dem Campo de’ Fiori in Rom erinnert ein Denkmal der Freimaurer des Grande Oriente d’Italia, das von der laizistisch regierten Stadtgemeinde 1889 gegen den Willen des damaligen Papstes Leo XIII. (1878–1903) errichtet wurde, an Giordano Bruno.
Nach Giordano Bruno ist der Asteroid (5148) Giordano und ein 22 km durchmessender Mondkrater benannt, 103° östl. Länge, 36° nördl. Breite. Im deutschsprachigen Raum trägt seinen Namen die 2004 gegründete Giordano-Bruno-Stiftung, die sich dem evolutionären Humanismus und der Förderung der Religionskritik widmet und insbesondere den Religionskritiker Karlheinz Deschner förderte. Außerdem ist die Giordano-Bruno-Gesamtschule in Helmstedt nach ihm benannt. Seit 2008 gibt es am Potsdamer Platz in Berlin ein Giordano-Bruno-Denkmal.

## Bibliographie

### Einzelwerke
Ein erheblicher Teil der Werke Brunos ist erst postum erschienen. In diesem Fall erscheint das Jahr des Abfassens einer Schrift in Klammern, gefolgt von Ort und Jahr der Erstpublikation.
- Candelaio. Paris 1582.
  - Deutsch: Der Kerzenzieher. Hrsg. von Sergius Kodera (= Philosophische Bibliothek. Band 544). Meiner, Hamburg 2003, ISBN 3-7873-1795-3. Weitere Ausgabe: Candelaio – Kerzen, Gold und Sprachgelichter. Komödie in fünf Akten. Aus dem Italienischen übersetzt und mit einem Nachwort versehen von Johannes Gerber (= Materialien des ITW Bern. Nr. 4). Editions Theaterkultur, Basel 1995.
- Cantus Circaeus. Paris 1582.
- De compendiosa architectura et complemento artis Lullii. Paris 1582
- De umbris idearum. Ars memoriae. Paris 1582
- Ars reminiscendi. Triginta sigilli. England 1583.
- Triginta sigillorum explicatio. England 1583.
- Sigillus sigillorum. England 1583.
  - Deutsch: Das Siegel der Siegel. Norderstedt 2017, ISBN 978-3-7448-1304-4.
- Spaccio della bestia trionfante. London 1584.
  - Deutsch: Die Vertreibung der triumphierenden Bestie.Übersetzt von Paul Seliger. Magazin-Verlag Jacques Hegner, Berlin/Leipzig 1904, Volltext im Projekt Gutenberg-DE.
- La cena de le ceneri. London 1584.
  - Deutsch: Das Aschermittwochsmahl. Übersetzt von Ludwig Kuhlenbeck. Diederichs, 1904, Volltext im Projekt Gutenberg-DE. Neuübersetzung: Das Aschermittwochsmahl (= Insel-Taschenbuch. 548). Hrsg. von Hans Blumenberg. Insel, Frankfurt am Main 1981, ISBN 3-458-32248-5.
- De la causa, principio et uno. London 1584.
  - Deutsch: Von der Ursache, dem Princip und dem Einen. Übersetzung von Adolf Lasson. Heimann, Berlin 1872, 3. Auflage 1902 bei Zeno.org.. Erste deutsche Übersetzung in: Thaddä Anselm Rixner, Thaddäus Siber: Leben und Lehrmeinungen berühmter Physiker am Ende des XVI. und am Anfange des XVII. Jahrhunderts. Heft 5: Jordanus Brunus. Seidel, Sulzbach 1824.
- De l'infinito, universo e mondi. London 1584.
  - Deutsch: Über das Unendliche, das Universum und die Welten. Reclam, Ditzingen 1994, ISBN 3-15-005114-2.
- Cabala del cavallo pegaseo. London 1585.
  - Deutsch: Die Kabbala des Pegasus (= Philosophische Bibliothek. Band 528). Hrsg. von Kai Neubauer. Meiner, Hamburg 2000, ISBN 3-7873-1543-8, urn:nbn:de:101:1-201708303299.
- De gli eroici furori. London 1585.
  - Deutsch: Von den heroischen Leidenschaften (= Philosophische Bibliothek. Band 398). Übers. und hrsg. von Christiane Bacmeister Meiner, Hamburg 2018, ISBN 978-3-7873-1807-0. Die heroische Leidenschaft, übersetzt von Erika Rojas, BOD, ISBN 978-3-7534-5411-5.
- De la causa, principio e uno. 1584.
  - Deutsch: Von der Ursache, Prinzip und dem Einen (Memento vom 22. Dezember 2011 im Internet Archive) (PDF-Datei; 502 kB). Hrsg. von Paul Richard Blum (= Philosophische Bibliothek. Band 21). 7. Auflage. Meiner, Hamburg 1993, ISBN 3-7873-1147-5. Weitere Ausgabe: Über die Ursache, das Prinzip und das Eine. Anhang: Akten des Prozesses der Inquisition gegen Giordano Bruno. Reclam, Ditzingen 1986, ISBN 3-15-005113-4. Weitere Ausgabe: Von der Ursache, dem Prinzip und dem Einen. Hrsg. von Bruno Kern. Wiesbaden 2015 (deutsch).
- Centum et viginti articuli de natura et mundo adversus peripateticos. Paris 1586.
- Figuratio Aristotelici physici auditus. Paris 1586.
- Dialogi duo de Fabricii Mordentis Salernitani prope divina adinventione. Paris 1586.
- Idiota triumphans - De somnii interpretatione. Paris 1586.
- Mordentius - De Mordentii circino. Paris 1586.
- De magia / De vinculis in genere. 1586–1591.
  - Deutsch: Die Magie / Die verschiedenen Arten des Bannens und Bezauberns. Peißenberg 1999. Erstmals 1891 in Florenz erschienen, ISBN 978-3-7431-7569-3
- De lampade combinatoria lulliana. Wittenberg 1587.
- Lampas triginta statuarum (1587), Neapel 1891.
  - Deutsch: Die Fackel der dreißig Statuen. Peißenberg 1999, ISBN 978-3-7504-0832-6.
- Animadversiones circa lampadem lullianam. (1587), Augsburg 1891.
- Artificium perorandi (1587), Frankfurt 1612.
- De progressu et lampade venatoria logicorum. Wittenberg 1588.
- Camoeracensis Acrotismus seu rationes articulorum physicorum adversus peripateticos. Wittenberg 1588 (Neufassung von Centum et viginti articuli).
- Oratio valedictoria. Wittenberg 1588.
- Libri physicorum Aristotelis explanati (1588), Neapel 1891.
- De specierum scrutinio et lampade combinatoria Raymundi Lullii. Prag 1588.
- Articuli centum et sexaginta adversus huius tempestatis mathematicos atque philosophos. Prag 1588.
- Oratio consolatoria. Helmstedt 1589.
- De magia (1590), Florenz 1891.
- De magia mathematica (1590), Florenz 1891.
- De rerum principiis et elementis et causis (1590), Florenz 1891.
- Medicina lulliana (1590), Florenz 1891.
- Theses de magia (1590), Florenz 1891.
- De imaginum, signorum et idearum compositione. Frankfurt 1591.
- De monade, numero et figura. Frankfurt 1591.
  - Deutsch: Über die Monas, die Zahl und die Figur als Elemente einer sehr geheimen Physik, Mathematik und Metaphysik. Hrsg. von Elisabeth von Samsonow (= Philosophische Bibliothek. Band 436). Meiner, Hamburg 1991, ISBN 3-7873-1008-8. Weitere Ausgabe: Giordano Bruno, Das Buch über die Monade, die Zahl und die Figur. Einleitung, Übersetzung, Kommentar, hrsg. von Wolfgang Neuser, Michael Spang, Erhard Wicke. Bautz, Nordhausen 2010, ISBN 978-3-88309-558-5.
- De triplici minimo et la mensura ad trium speculativarum scientiarum et multarum activarum artium principia. Frankfurt 1591.
  - Deutsch: Das dreifache Minimum und das Maß. Peißenberg 2002, ISBN 978-3-7412-2847-6.
- De innumerabilibus, immenso et infigurabili. Frankfurt 1591.
  - Deutsch: Das unermessliche Universum und die zahllosen Welten. ISBN 978-3-7460-2764-7 Peißenberg 1999.
- De vinculis in genere (1591), Florenz 1891.
- Summa terminorum metaphysicorum (1591), Zürich 1595.
- Summa terminorum metaphysicorum. Accessit eiusdem Praxis descensus seu applicatio entis (1591), Marburg 1609.

### Werkausgaben
- Werke. Hrsg. von Thomas Leinkauf u. a. Meiner, Hamburg 2007 ff. (7 Bände, Italienisch-Deutsch mit ausführlicher Einleitung, Kommentar, Bibliographie, Namen- und Sachregister sowie Glossar).
  - Bd. 1: Der Kerzenzieher / Candelaio. 2013.
  - Bd. 2: Das Aschermittwochsmahl / La cena de le ceneri. 2018.
  - Bd. 3: Über die Ursache, das Prinzip und das Eine / De la causa, principio et uno. 2007.
  - Bd. 4: Über das Unendliche, das Universum und die Welten / De l’infinito, universo et mondi. 2007.
  - Bd. 5: Austreibung des triumphierenden Tieres / Spaccio della bestia trionfante. 2009.
  - Bd. 6: Die Kabbala des pegaseischen Pferdes / Cabala del cavallo pegaseo. 2008.
  - Bd. 7: Von den heroischen Leidenschaften / De gl’heroici furori. 2019.
- Gesammelte Werke. 6 Bde. Hrsg. und übersetzt von Ludwig Kuhlenbeck. Diederichs, Leipzig 1904–1909.
  - Bd. 1: Das Aschermittwochsmahl. 1904.
  - Bd. 2: Die Vertreibung der triumphierenden Bestie. 1904.
  - Bd. 3: Zwiegespräche vom unendlichen All und den Welten. 1904.
  - Bd. 4: Von der Ursache, dem Anfangsgrund und dem Einen. 1906.
  - Bd. 5: Eroici furori: (Zwiegespräche vom Helden und Schwärmen). 1907.
  - Bd. 6: Kabbala, Kyllenischer Esel, Reden, Inquisitionsakten. 1909.
- Dialoghi italiani. Dialoghi metafisici e dialoghi morali. Nuovamente ristampati con note da G. Gentile. 3. Aufl. Hrsg. von Giovanni Aquilecchia. Sansoni, Florenz 1958.
- Jordani Bruni Nolani opera latine conscripta publicis sumptibus edita [Lateinische Schriften]. Hrsg. von Francesco Fiorentino und Felice Tocco. 3 Bände in 8 Teilen. Moreno, Neapel & Florenz 1879–1891. Nachdruck: Frommann-Holzboog, Stuttgart-Bad Cannstatt 1962, DNB 450656519.
  - Bd. 1.1:  Oratio valedictoria / Oratio consolatoria / Acrotismus Camoeracensis / De Immenso et Innumerabilibus (Lib. 1–3). Digitalisat
  - Bd. 1.2: De Immenso et Innumerabilibus (Lib. 4–8) / De Monade, Numero et Figura. Digitalisat
  - Bd. 1.3: Articuli adversus Mathematicos / De triplici minimo et mensura. Digitalisat
  - Bd. 1.4: Summa terminorum metaphysicorum / Figuratio physici auditus Aristotelis / Mordentius et de Mordentii circino. Digitalisat
  - Bd. 2.1: De Umbris Idearum / Ars Memoriae / Cantus Circaeus. Digitalisat
  - Bd. 2.2: De Architectura Lulliana / Ars reminiscendi, Triginta sigilli etc, Sigillus Sigillorum / Centum et viginti Articuli de natura et mundo / De Lampade combinatoria et De specierum Scrutinio / Animadversiones in Lampadem Lullianam ex codice Augustano nunc primum editae. Digitalisat
  - Bd. 2.3: De lampade venatoria / De imaginum compositione / Artificium perorandi. Digitalisat
  - Bd. 3: Lampas triginta statuarum / Libri physicorum Aristotelis explanati / De magia et Theses de magia / De magia mathematica / De principiis rerum, elementis et causis / Medicina Lulliana / De vinculis in genere. Digitalisat
- Opere italiane. Hrsg.: Giovanni Aquilecchia. UTET, Torino 2002/2004 (italienisch)
  - Band 1: ISBN 978-88-02-07633-1 (2. Aufl. 2007): Candelaio; La cena de la ceneri; De la causa, principio et uno. Volltext im Internet Archiv
  - Band 2: ISBN 978-88-02-05917-4 (2004): De l'infinito, universo e mondi; Spaccio de la bestia trionfante; Cabala del cavallo pegaseo; De gli eroici furori.